# 北京有轨电车
北京有轨电车的历史始于1899年由西门子公司建设的连接永定门至京奉铁路马家堡站的电车线路，亦是中国第一条有轨电车线路。北京主要有轨电车路网的发展始于1924年，直至1966年有轨电车完全被无轨电车取代。21世纪后北京开始陆续引入现代有轨电车系统。

## 历史

### 19世纪
1897年6月，津芦铁路延伸到马家堡。马家堡火车站建成后，为了方便京城人员乘车，德国西门子公司与铁路总公司签订合约，为北京修建连接永定门与马家堡火车站的有轨电车线路。该线路于1899年5月竣工，6月30日通车，时刻表上称之为“Imperial Chinese Electric Tramway”。1900年，义和团运动爆发，同年6月12日，马家堡火车站被义和团焚毁，有轨电车被一同砸毁拆除。。

#### 运营
线路全长3公里，使用1,435mm标准轨，设永定门与马家堡两站，并于马家堡站与津芦铁路接轨，单程票价为10分。每日的车次为10分钟一趟，从早上6点左右营业到晚上8点左右。运营方共有6节车厢，每次开行2节，每列电车每天能跑50-60次，运送万余名游客。车厢的内饰和长途列车相似。“将近兼旬，每日游人踵接而至，计车六辆，分三次开行，每次二车，每日往返五六十次，每车日卖客票三十余张(按：每张800文)，总计游人日以万计，获利颇为丰厚也。”

#### 设施
该线路拥有机车、拖车各4辆，每辆车含16个坐席并可站立14人。机车配有Siemens & Halske B型电机，最高速度可达20km/h，为当时世界最快。马家堡电车站距离马家堡火车站约400米，电车修理车间与发电厂亦位于此站中。发电厂配有两台75马力的复式蒸汽机与两台45千瓦的500V发电机，为整条线路提供电力。

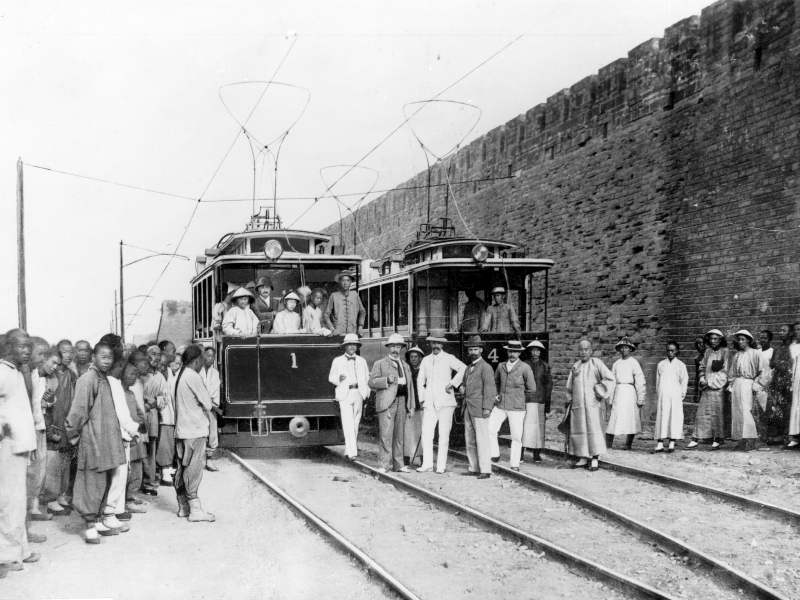
位于永定门旁终点站的1号和4号有轨电车
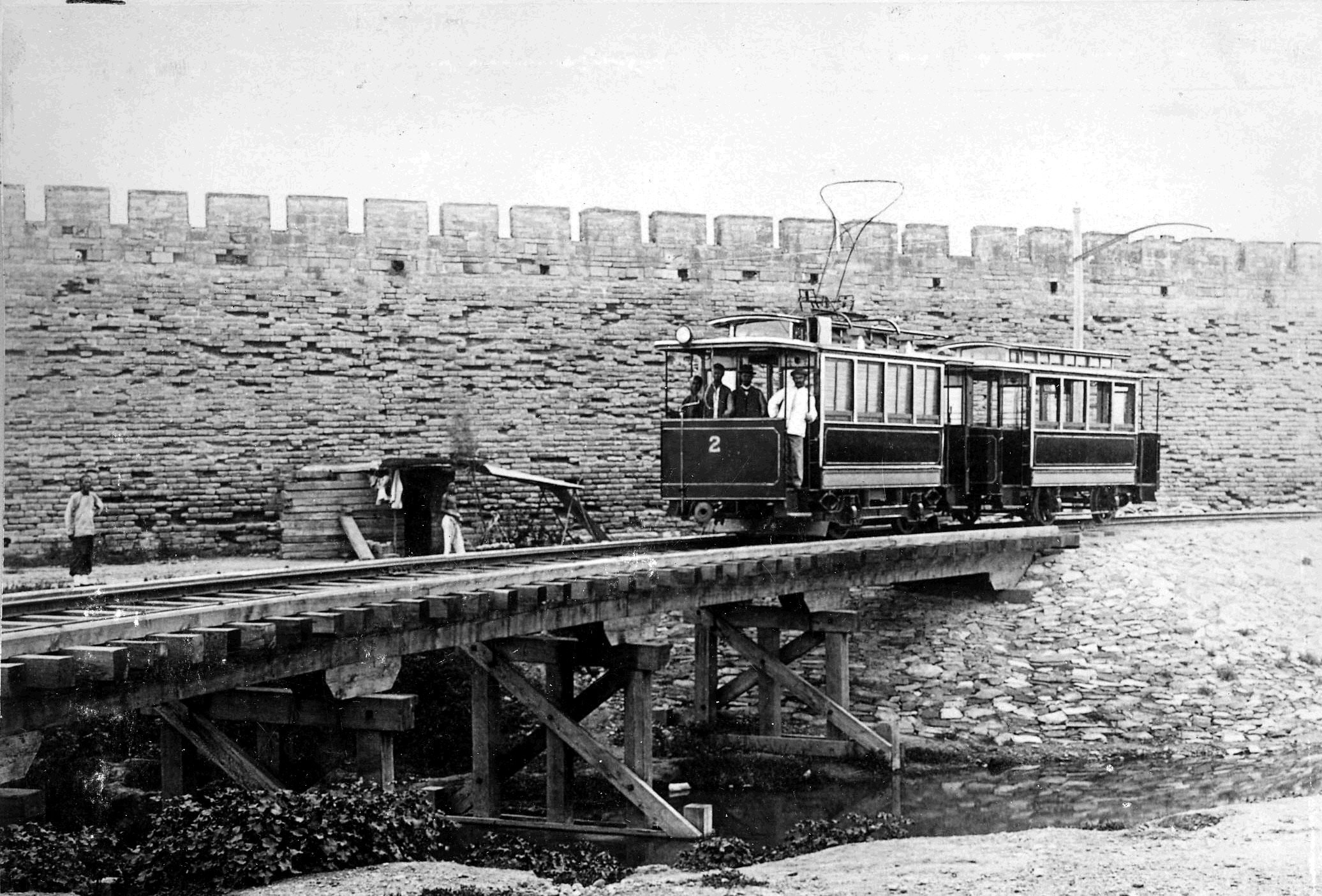
行驶在南护城河桥上的2号有轨电车
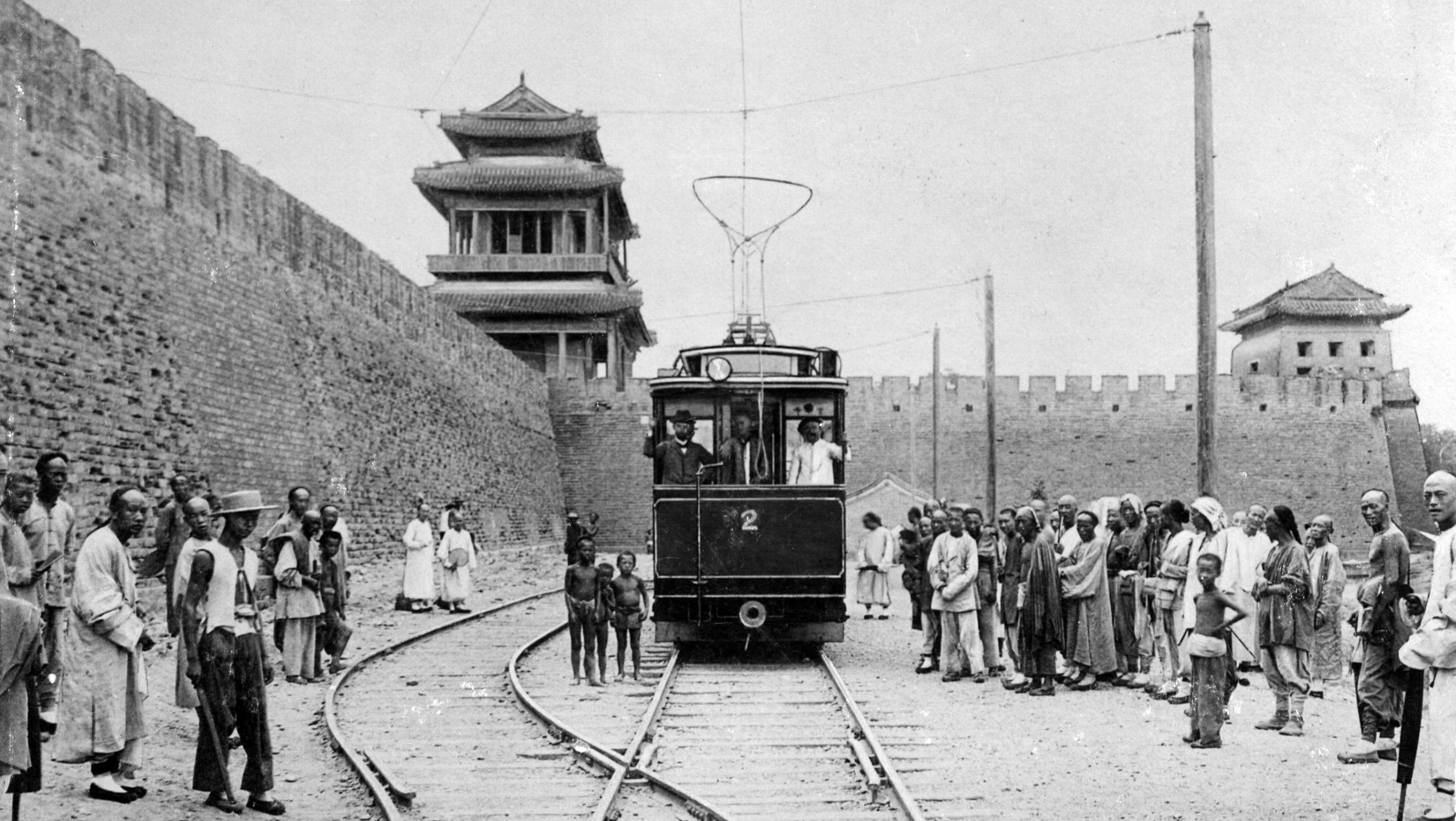
位于永定门旁终点站的2号有轨电车
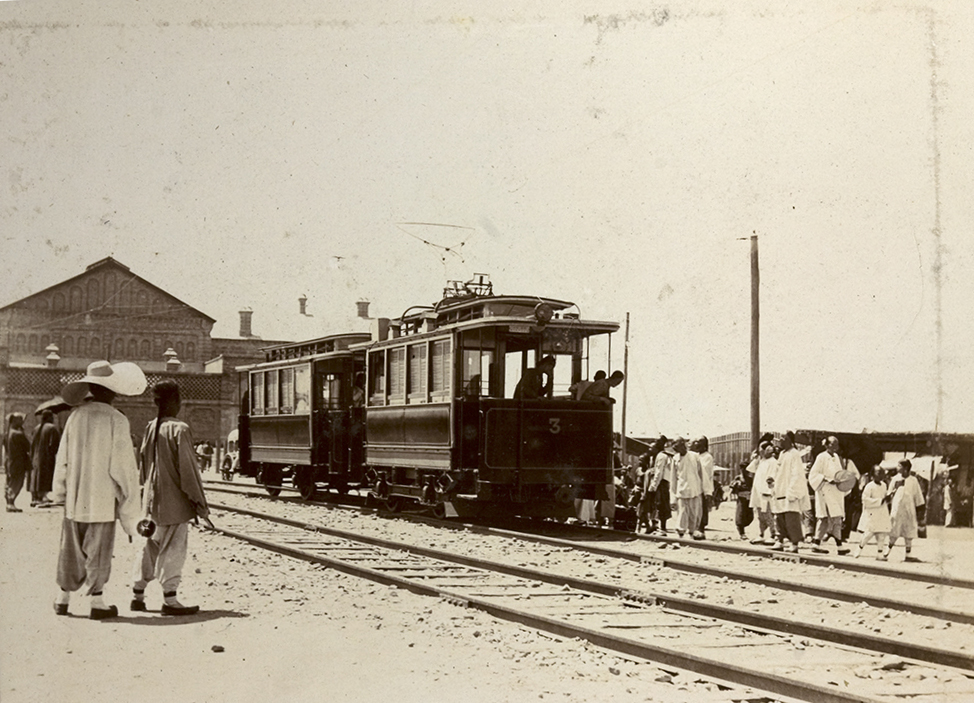
位于马家堡火车站前3号有轨电车
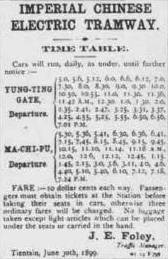
当地英文报刊刊登的电车时刻表

### 20世纪

#### 中華民國时期
1913年，北京的居民人数已达130余万人，而北京的交通依然十分落后，公共交通事业亟待发展。当时，许多商人先后倡办电车事业，但都以失败告终。北洋政府在意识到兴办电车事业的必要后于1913年10月拟议组织北京电车股份有限公司，1921年6月30日，电车公司正式成立。北洋政府从中法实业银行借款作为官股，同时从市民中公开募集商股，官股商股各半，股本共四百万元。其中购股最多的是金城银行与盐业银行，为电车公司的两家最大股东。
1922年，电车公司向法国电器制造公司订购一批标准21E型车盘，裕信营造厂承办制造电车车身。路轨则购自法国汤姆孙好斯顿公司，由益昌公司负责铺设，全长51.027里，轨距为1,000mm，道岔不具有转辙装置，需由扳道夫使用T型管拧子扳动。铺轨工作于1923年5月开始，1924年8月下旬基本完工。12月17日在天安门南侧举行通车典礼，18日第1路正式通车，月底第2路通车，第3、4、5路也相继开通。1929年8月5日，环路电车开行。有轨电车因票价低，速度较快，载客量大，抢走了人力车夫的生意，引发了人力车夫的不满，12月22日发生人力车夫捣毁电车事件，砸坏机车43辆、拖车20辆，造成电车工人8人重伤，电车停驶18天。1930年，第6路通车。1931年1月，第6路延长至和平门。
这一时期，电车公司克服重重阻力，使得电车系统竣工通车，事业初具规模。但由于购置设备开支巨大，捐税名目繁多，而股资迟迟无法收齐，逃票现象严重，导致电车公司不敷支出，背上高额债款。而随后的局势动荡也严重地影响了电车公司，营业亏损严重，发展停滞不前。

#### 抗战时期
1937年七七事变后北平沦陷，日伪派员接管电车公司。1938年1月，天桥至永定门通车。1939年，电车公司向日本名古屋市電购得旧电车10辆，但仅运行一年便全数报废，随后改造为拖车使用。1940年购得东京八王子线旧电车5辆，1941年购得小岛工业所旧电车1辆，自造机车二辆、拖车六辆。同年日本洞爷湖电铁会社全线废止，资产全部售予电车公司。此外，上海南市失守后，上海华商电车公司的资产被日军侵占，电车设施被拆除，其中机车与拖车共计25辆于1942年售予北平电车公司。1943年，虎坊桥至菜市口之延长线路建成通车，而虎坊桥至和平门线路停驶并于4月拆除。
日伪政府统治的这一时期电车公司几次添购车辆，运营略有发展，账面上甚至连续几年出现盈余，但由于购进的电车都是受日寇胁迫购进的淘汰货，且原有车辆已使用多年，无法长期使用，且由于物价飞涨导致电车公司职员消极怠工，大部分电车因得不到维修而无法使用，平均每日出车不足十辆，最严重时全市只有一辆电车运行，经营情况于1944年下半年快速由盛转衰。抗战胜利后，电车运营几近瘫痪，只有49辆电车可以行驶。战后，国民政府接收北平，并对电车事业进行整顿，1946年1月，电车公司自造新车4辆。同年，平均每日出车数量恢复至机车33辆、拖车26辆。但由于國共內戰，电车公司再次衰落，陷入瘫痪状态。

#### 中华人民共和国时期
1949年2月，北平和平解放，中共接管电车公司。3月，电车公司开始了“修复百辆车”运动。4月25日，发生北平电车厂纵火案，烧毁机车42辆，拖车17辆。1950年3月16日，电车环行路开通。1951年，电车修造厂成功仿制100型机车、200型拖车各23辆。1952年，电车修造厂对两种500型电车进行分析研究，于年底造出10辆52式有轨电车，直至1954年，共生产55辆52式有轨电车。1953年又设计制造成功53式拖车，至1957年，共生产43辆53式拖车。1955年10月，天桥至红桥电车线路竣工通车；1956年7月，红桥至北京体育馆线路竣工通车；1957年10月，北新桥至东直门线路竣工通车；1958年，7月，永定门至永定门火车站建成通车。截至1958年，北京有轨电车共铺轨66.87公里。
由于有轨电车轨道磨损、锈蚀严重，无法修补，重置费用庞大；车辆形式不一，零件亦不一致，购置困难，而本地材料易损坏，维护成本甚高，且有轨电车噪声大，速度慢，铺设的轨道严重影响城市改造与行车安全，北京市决定另行改建无轨电车。1956年10月17日，京一型无轨电车试车成功，1957年8月，北京首条无轨电车线路全线通车，1959年3月9日，北京内城有轨电车停驶，除52式有轨电车外其余车辆全部报废。1966年5月6日，北京最后一条有轨电车线路停驶，车辆调给其它城市和矿山继续使用。

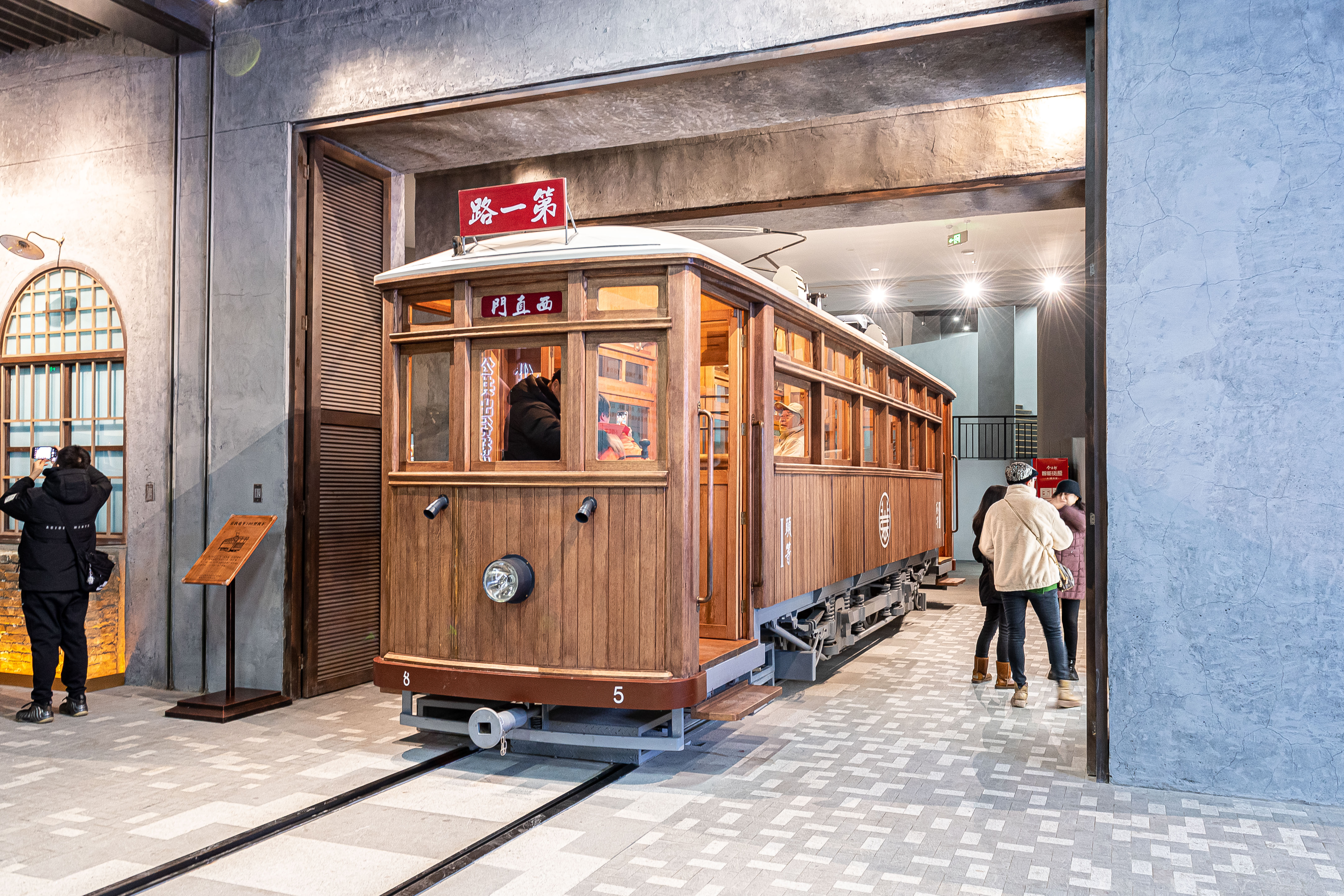
北京公交馆内仿制的100型有轨电车
52式有轨电车
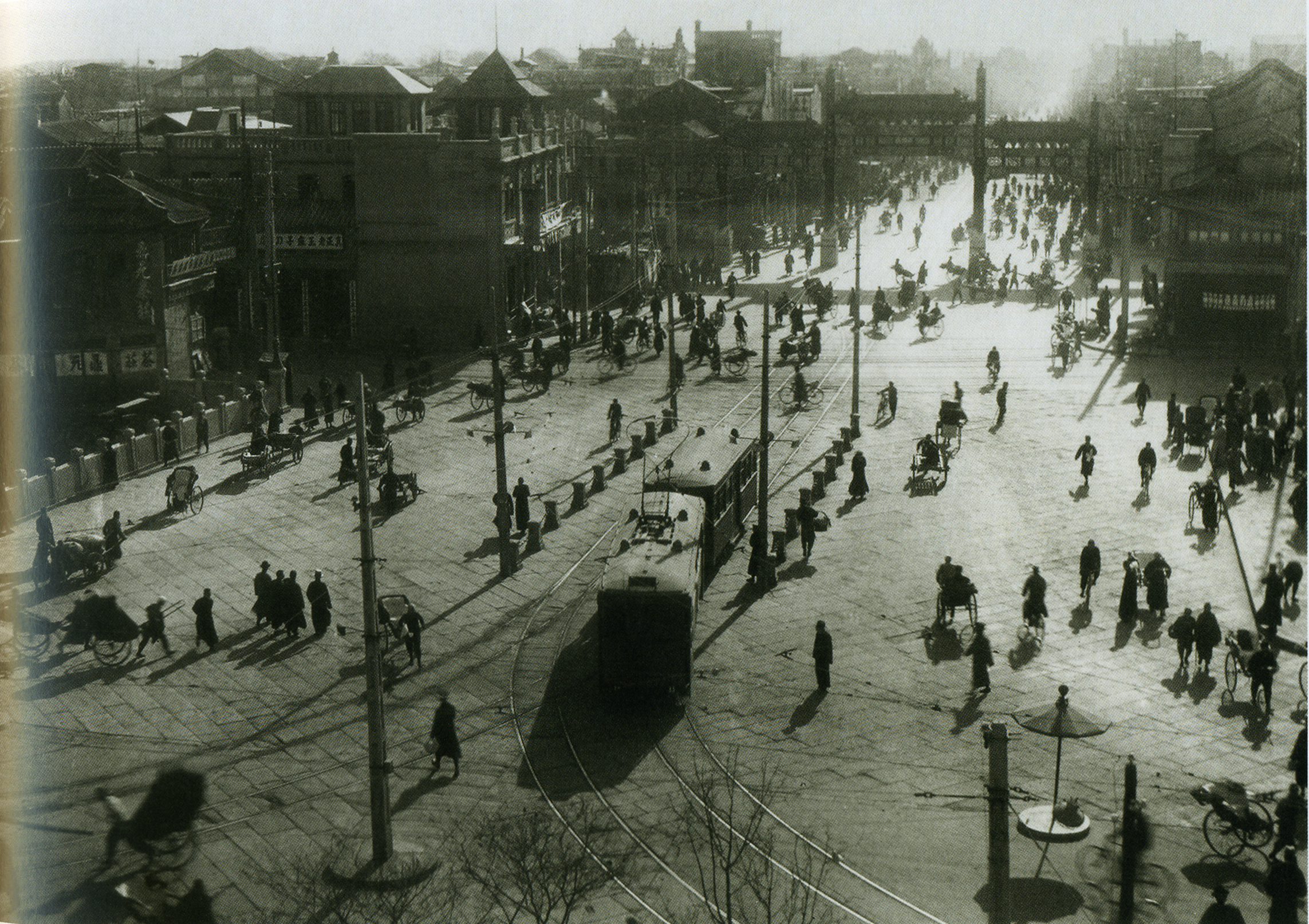
100型电车在前门大街行驶
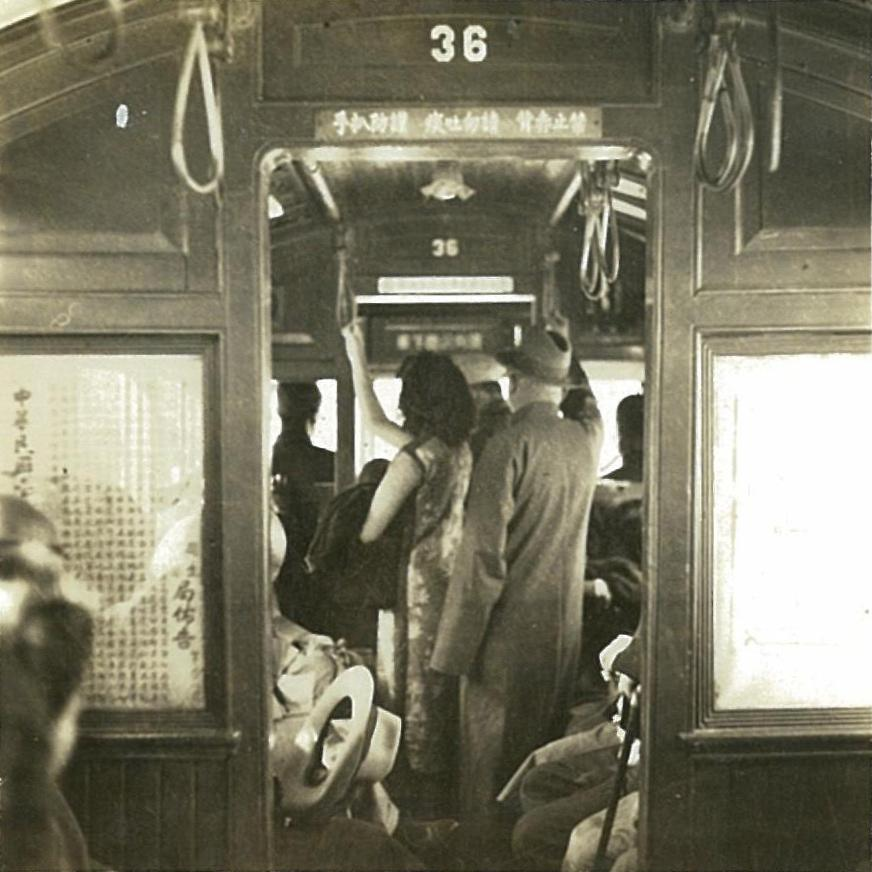
100型有轨电车内部
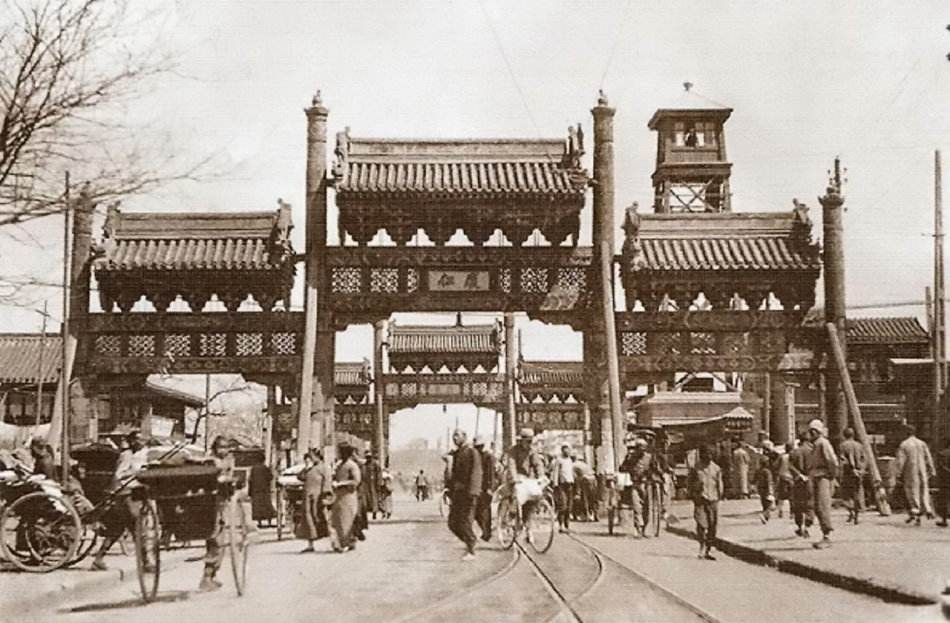
西四牌楼与电车轨道
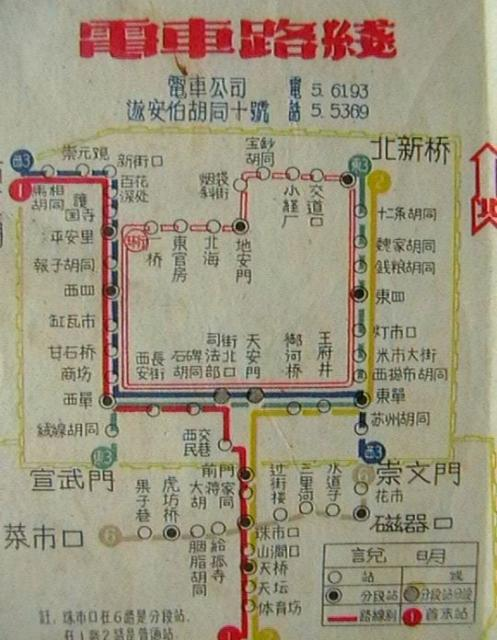
1950年的电车线路图

### 21世纪

#### 前门大街
前门大街从2004年开始大修，2008年5月28日完工。此次改造中，前门大街重新铺轨，恢复旧式有轨电车。北京地铁车辆厂参考52式有轨电车的样式为天街公司生产2辆北京前门超级电容有轨电车，两车的大型车辆号牌号码分别为京AD9800、京AD9801。北京前门超级电容有轨电车装有2台牵引电机，使用VVVF调速，最高速度为10km/h。为了还原真实，电车的电缸与闸把均为从大连购得的废旧电车部件。线路全长840米，使用1,435mm标准轨，设前门与珠市口两站。供电方式为超级电容，无需架设架空线，充满电只需3-5分钟，一次充电可空载运行16公里。
2009年1月1日，前门大街有轨电车正式运营，单程票价为20元。2018年8月26日起，单程票价涨至50元。
2023年12月，由沈阳新阳光机电科技制造的XYGYG120QM型有轨电车投入使用，该车采用锂电池供电。

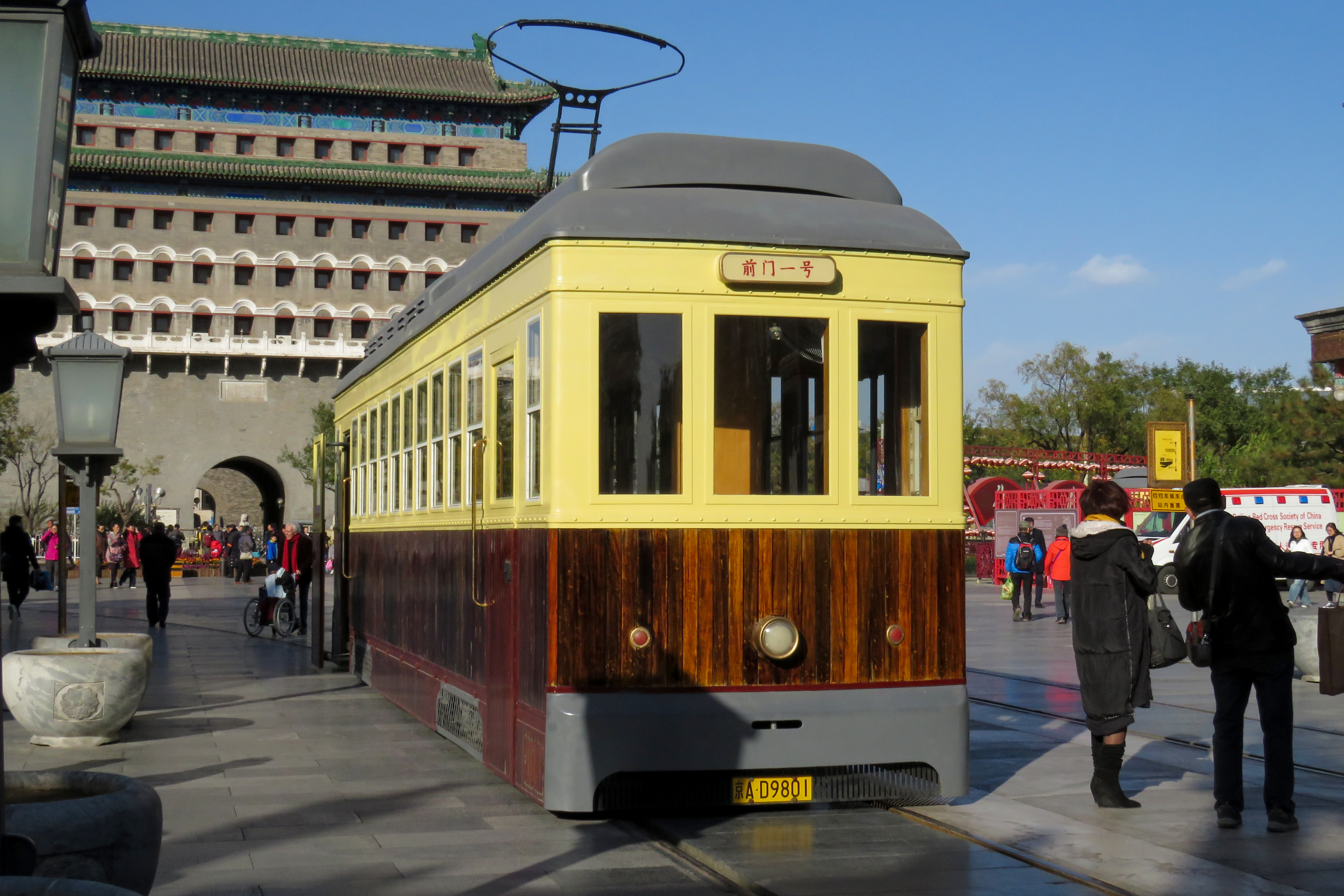
第一代“前门一号”在箭楼前
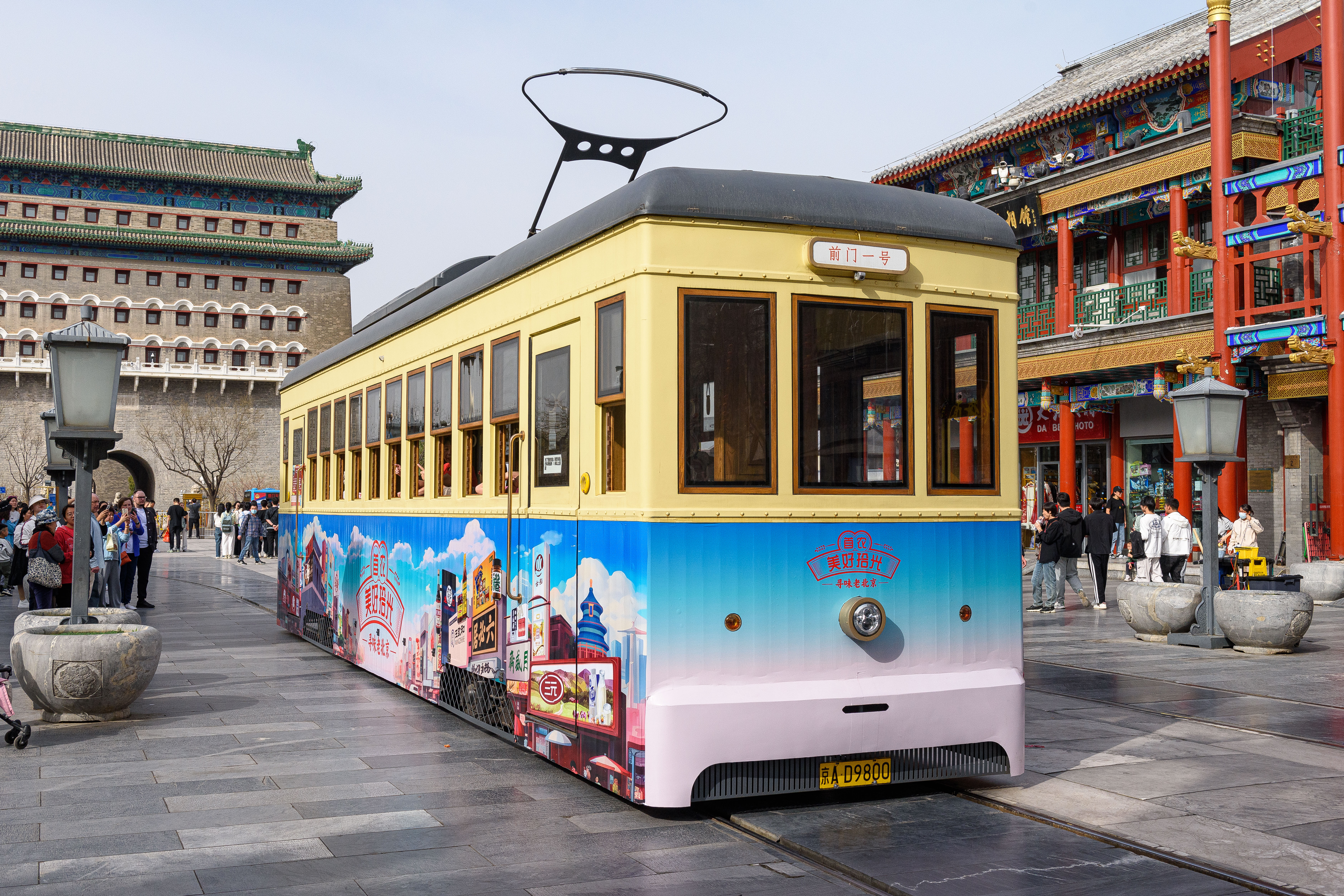
第二代“前门一号”在箭楼前
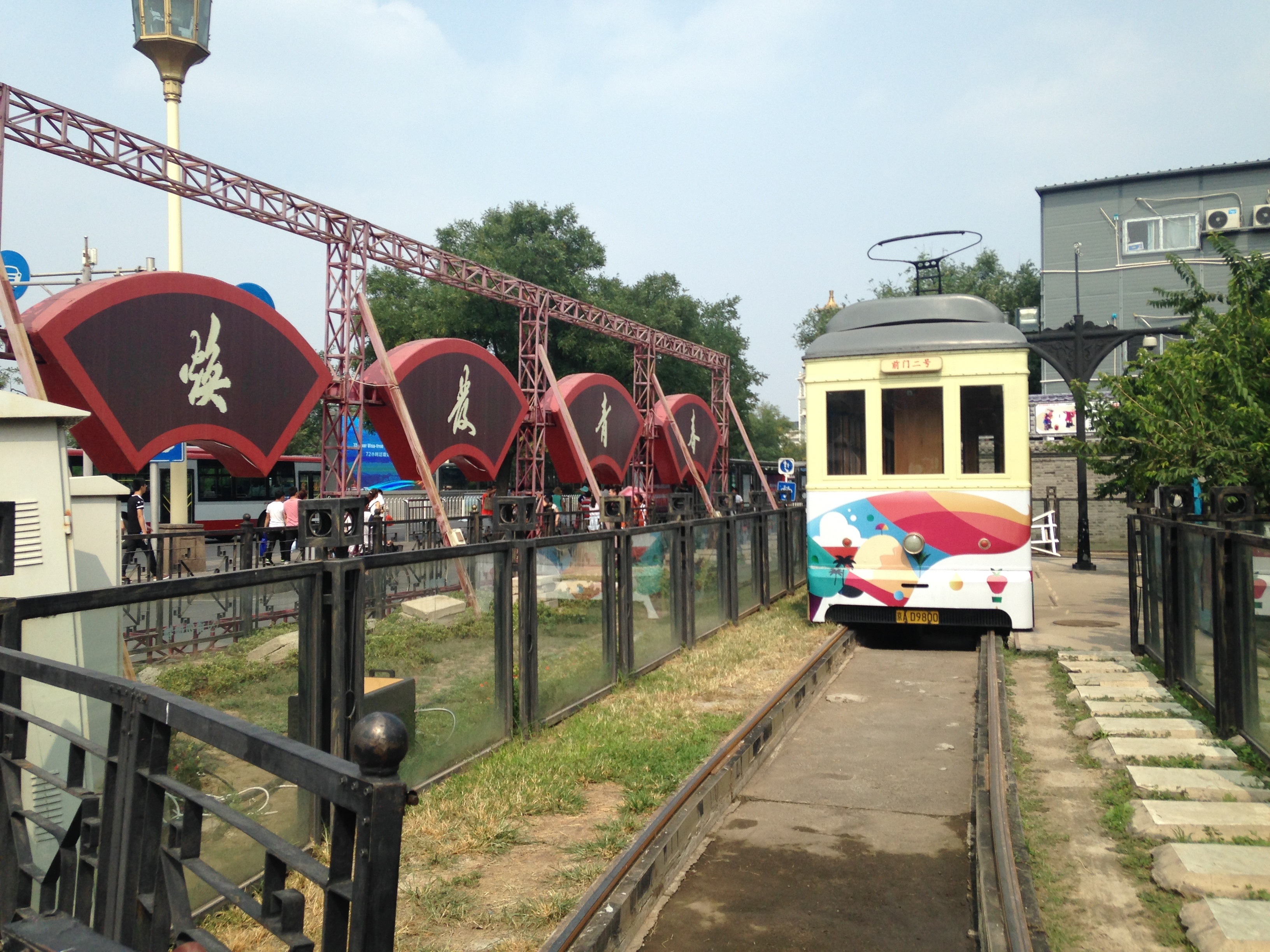
充电中的“前门二号”
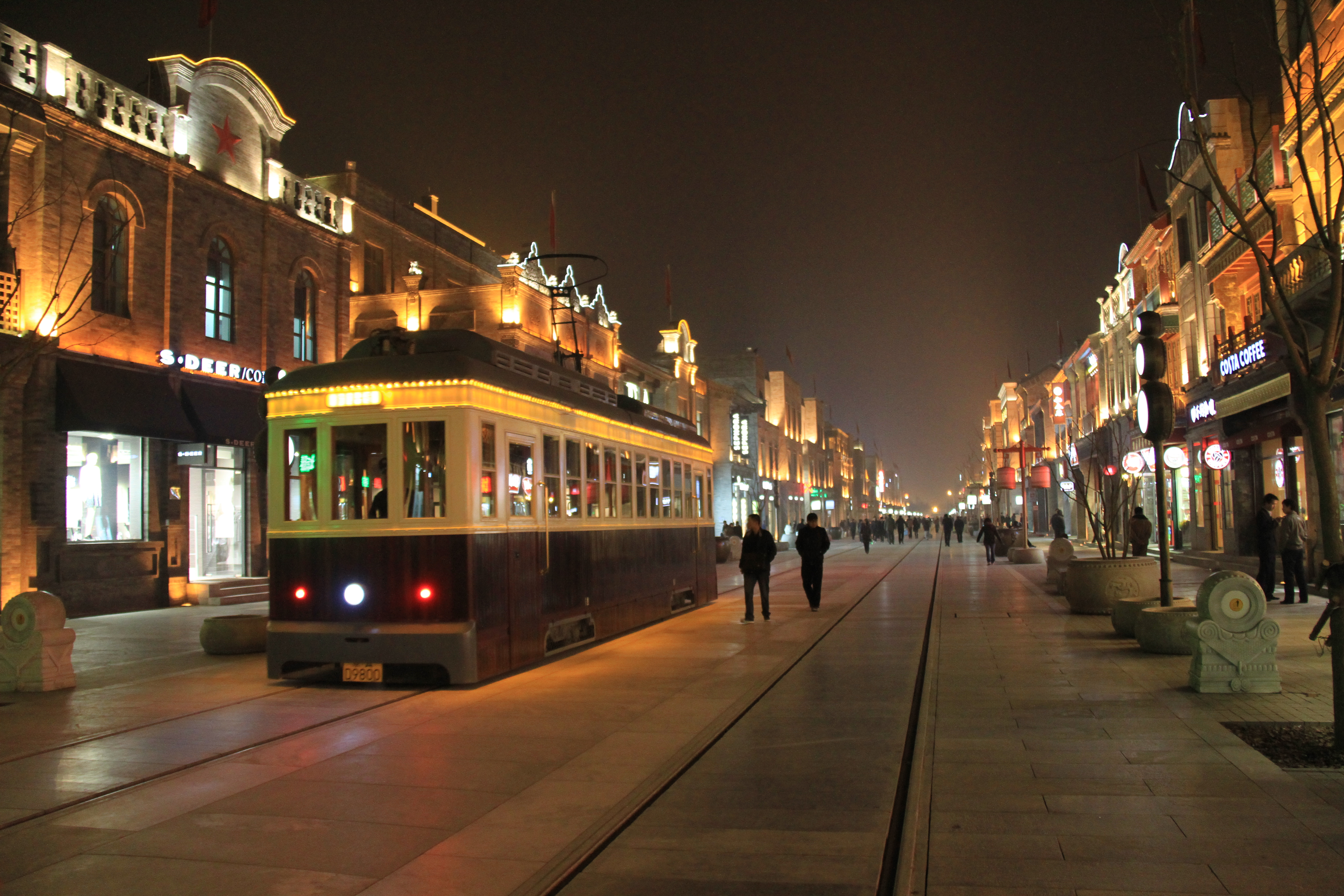
夜间的“铛铛车”
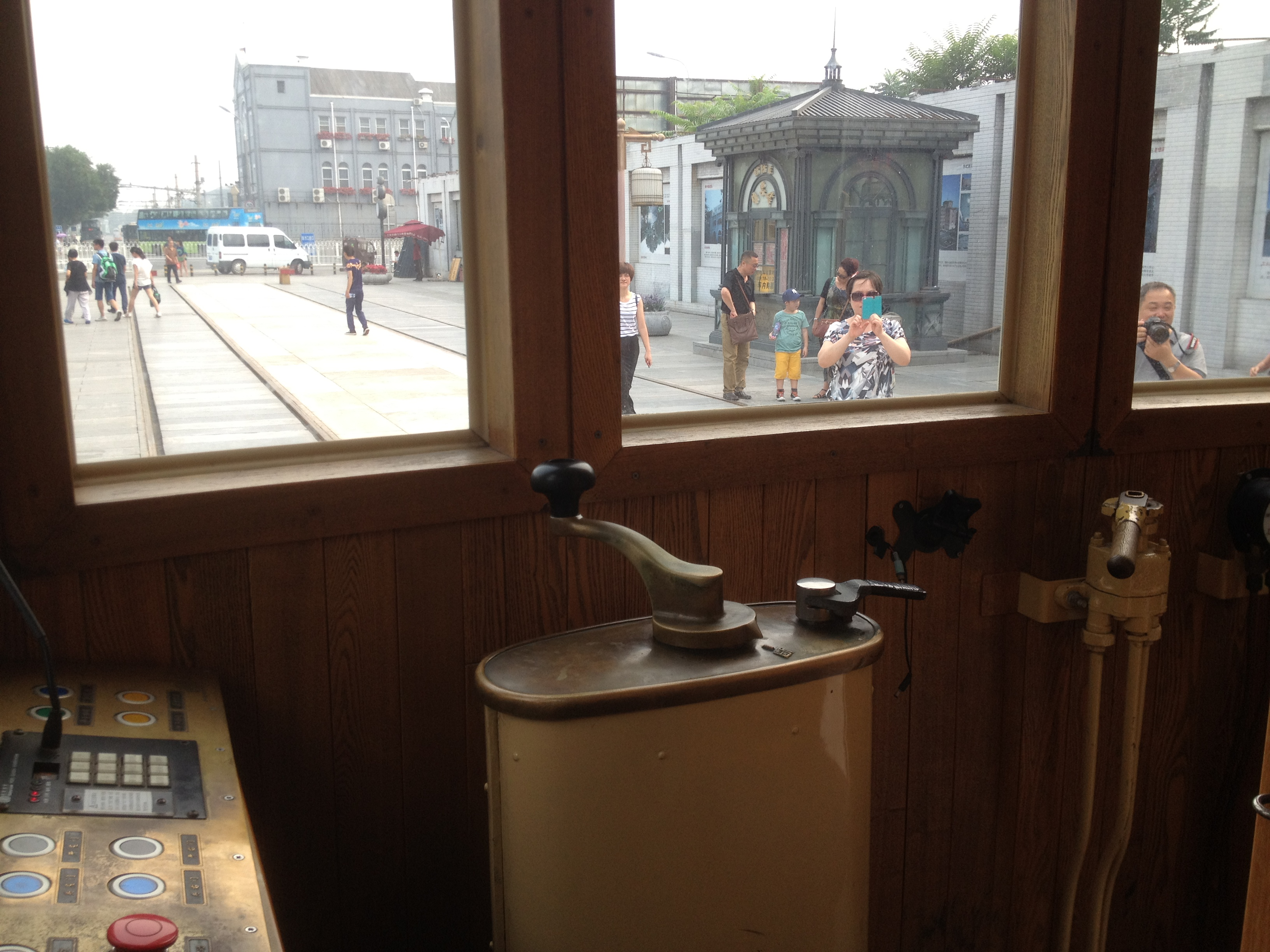
来自大连的电缸与闸把
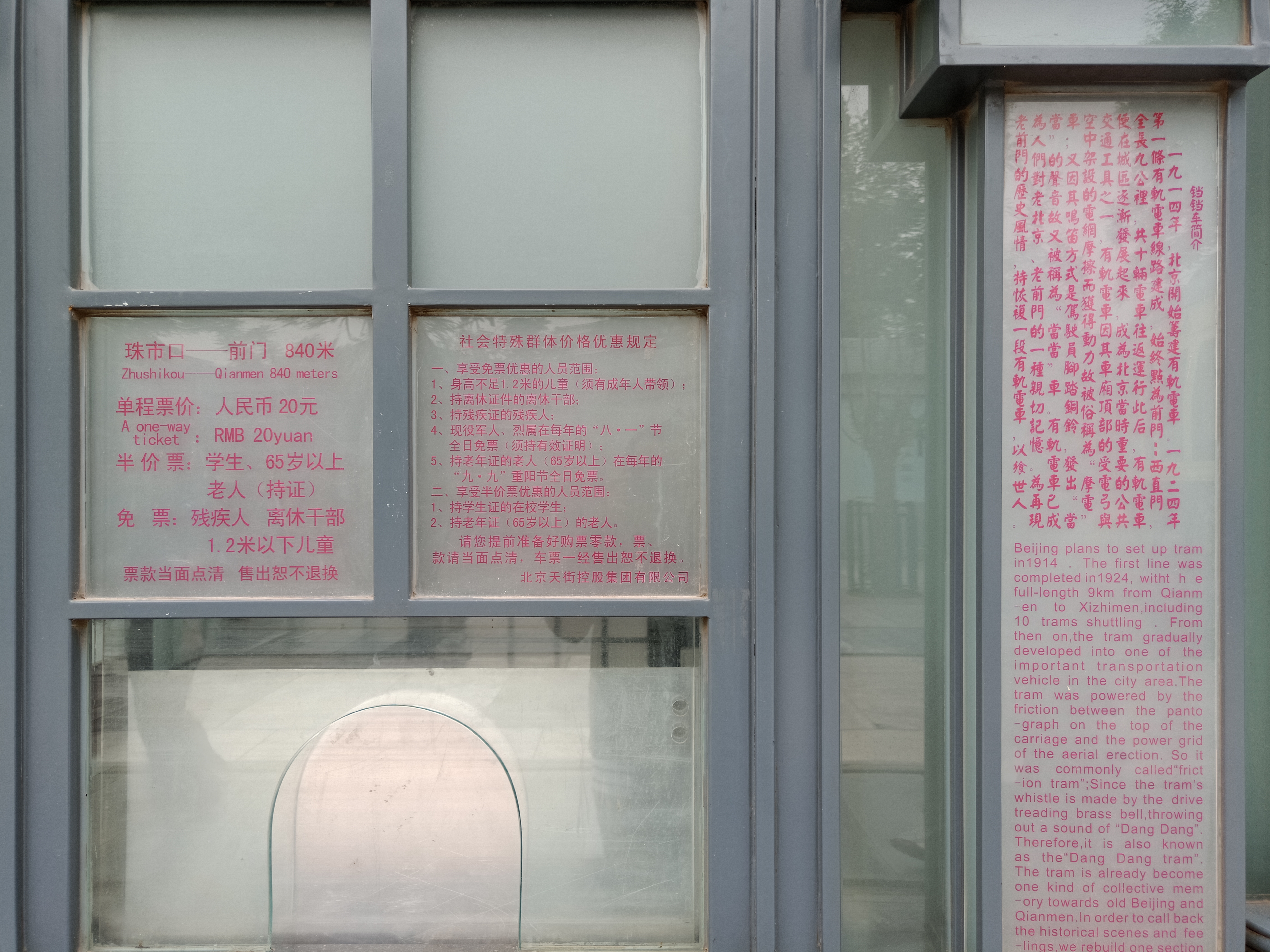
有轨电车售票处
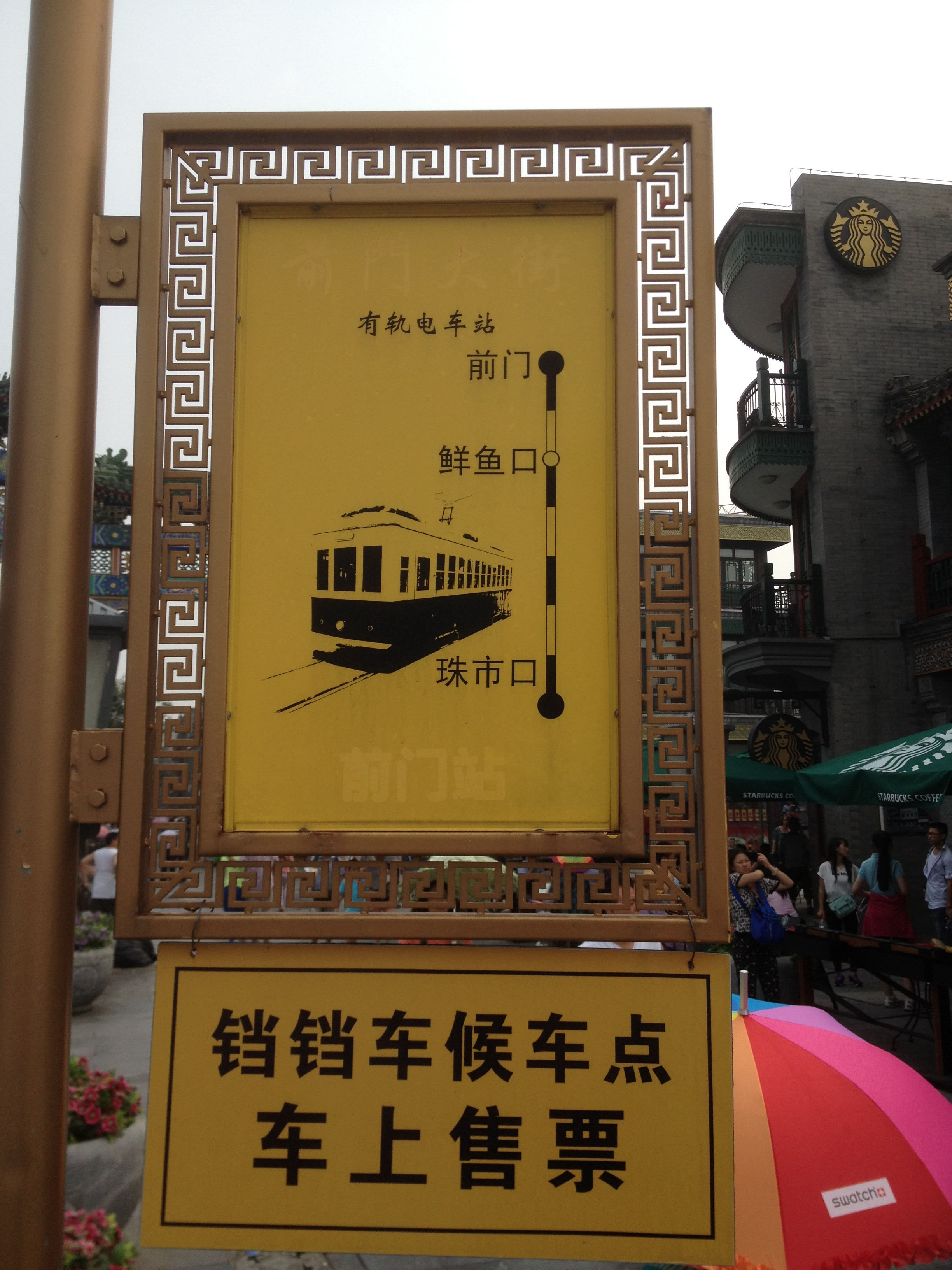
线路图
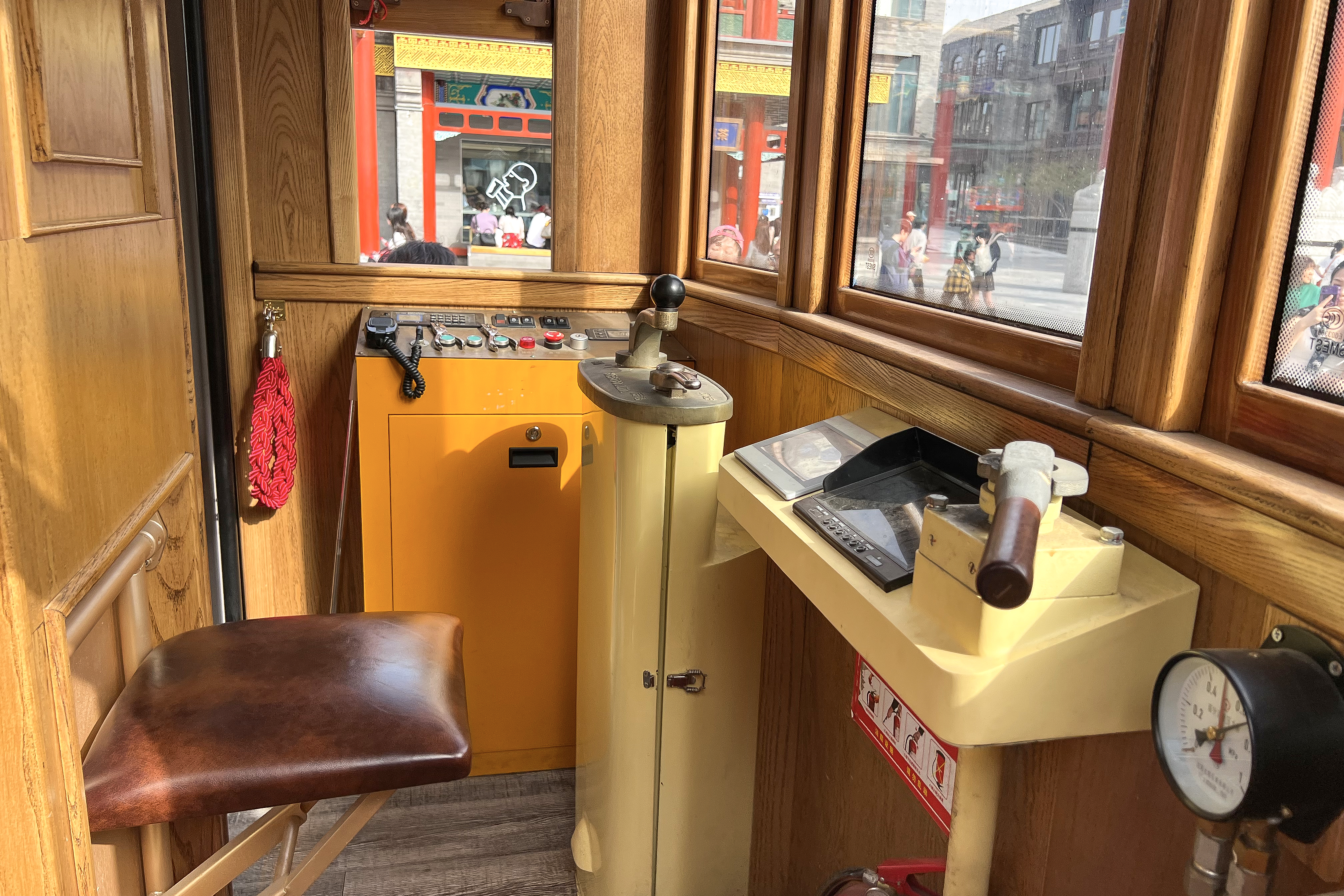
第二代车辆驾驶台
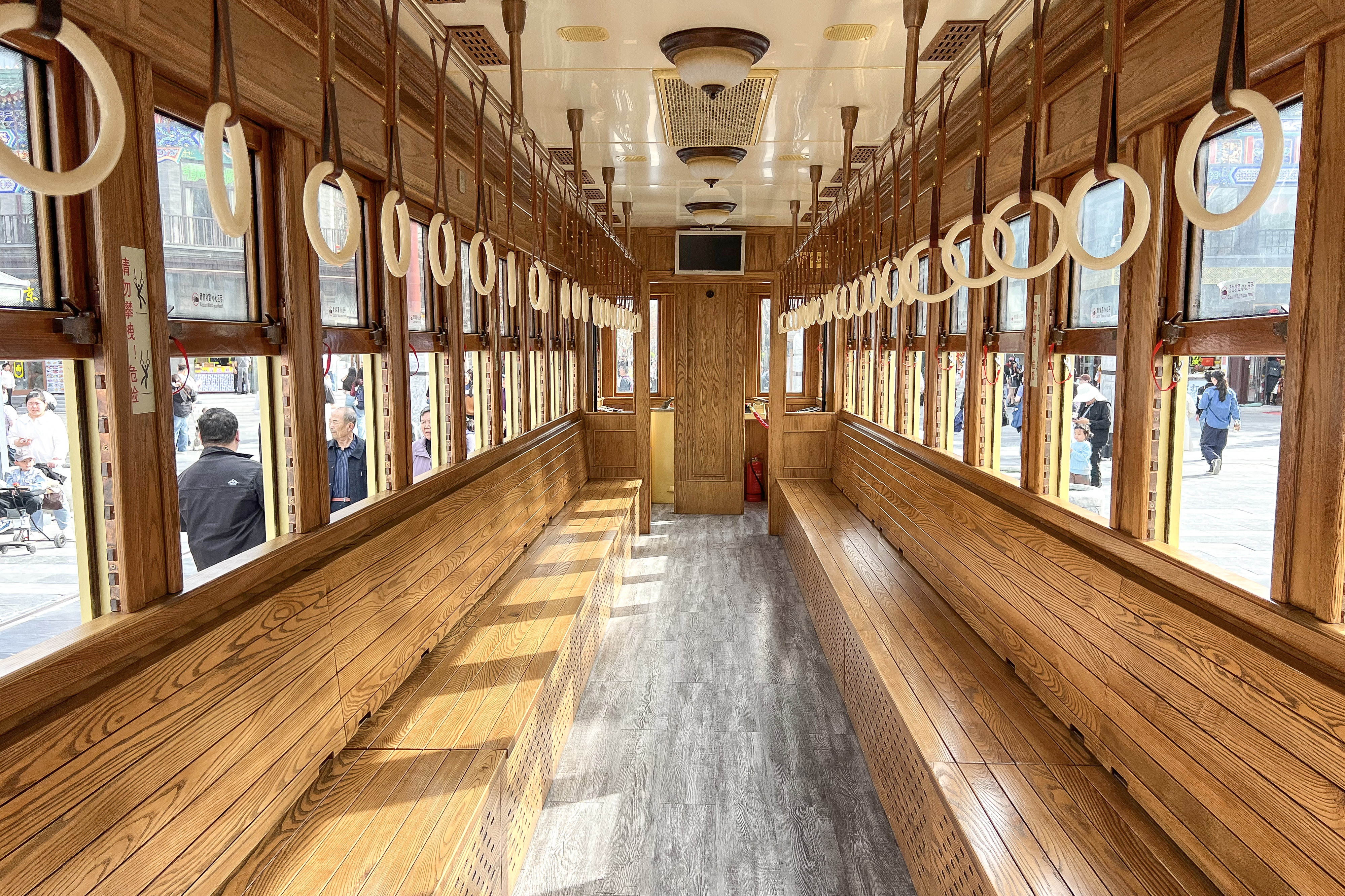
第二代车辆内饰

#### 西郊线
西郊线是北京地铁的一条现代有轨电车线路，由北京公交有轨电车有限公司运营。2011年，西郊线开工建设，2017年12月30日开通试运营。线路全长8.863千米ަ，共6站，在起点巴沟站可换乘北京地铁10号线，终点为香山站。全程票价4元，最低3元。列车采用接触网供电，车辆以安萨尔多百瑞达Sirio型为基础，由中车大连机车车辆制造。
2018年1月1日，西郊线车辆转向架出现故障，随后发生脱轨与放飏事故。

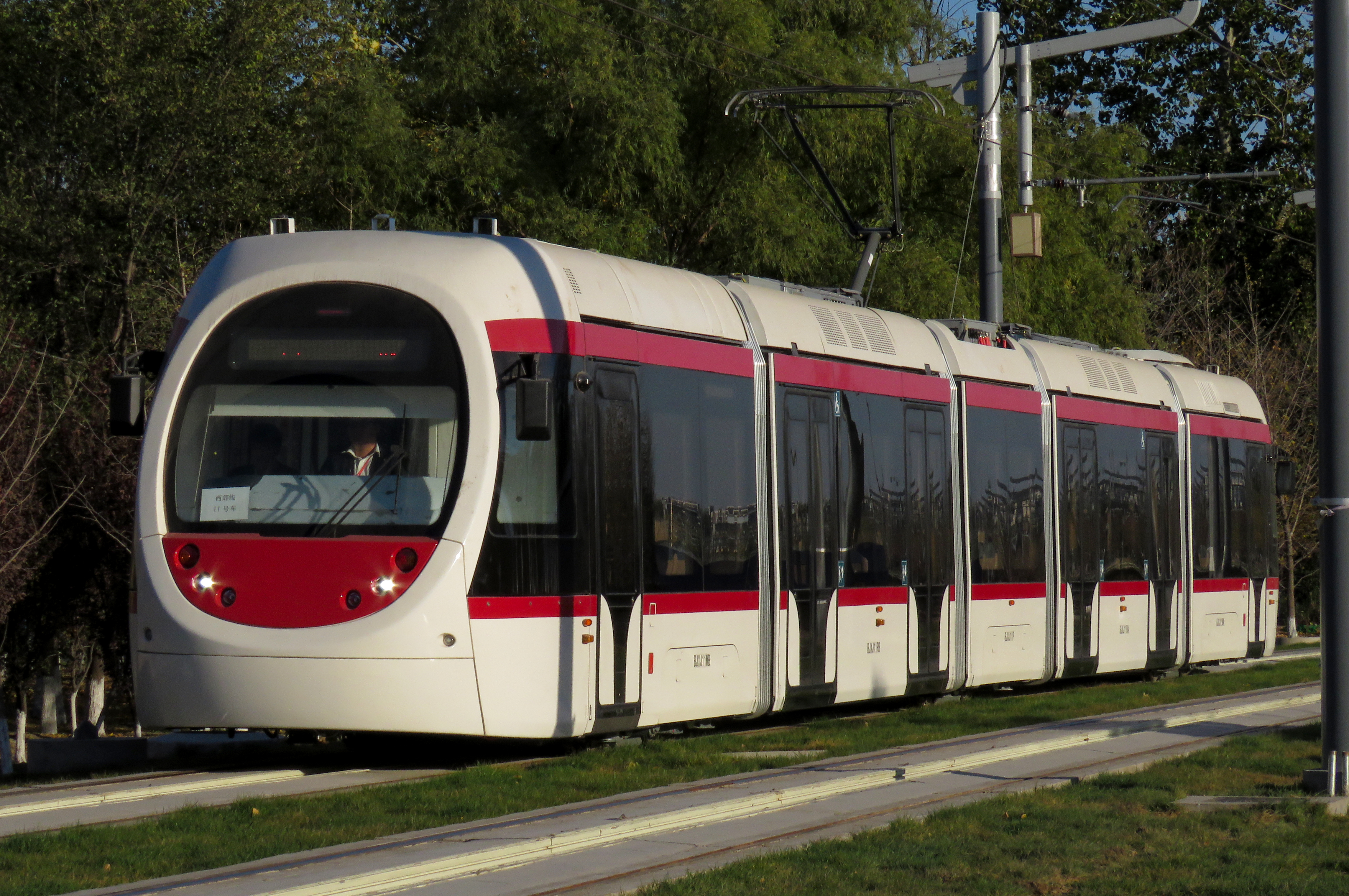
西郊线列车
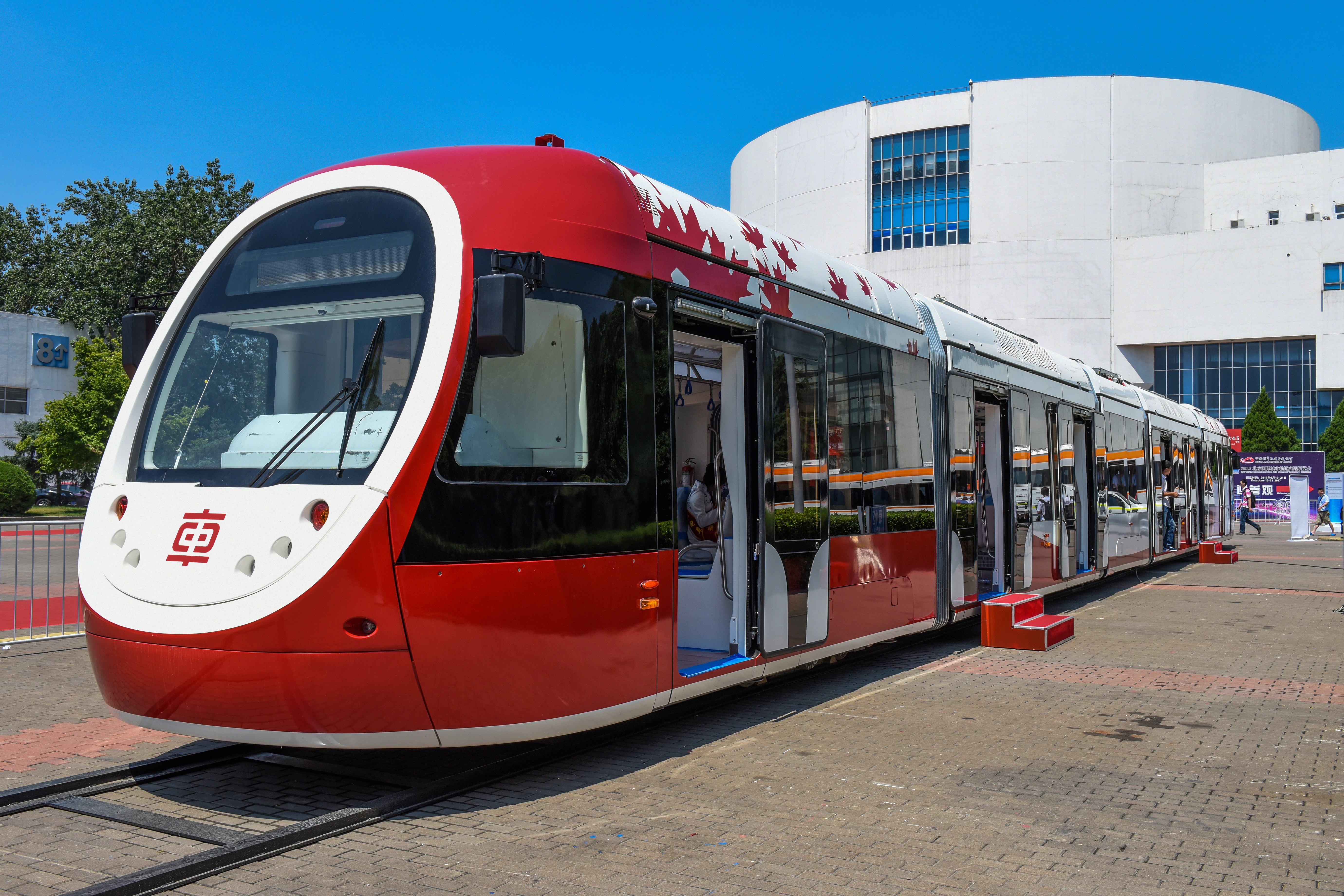
西郊线红叶涂装列车
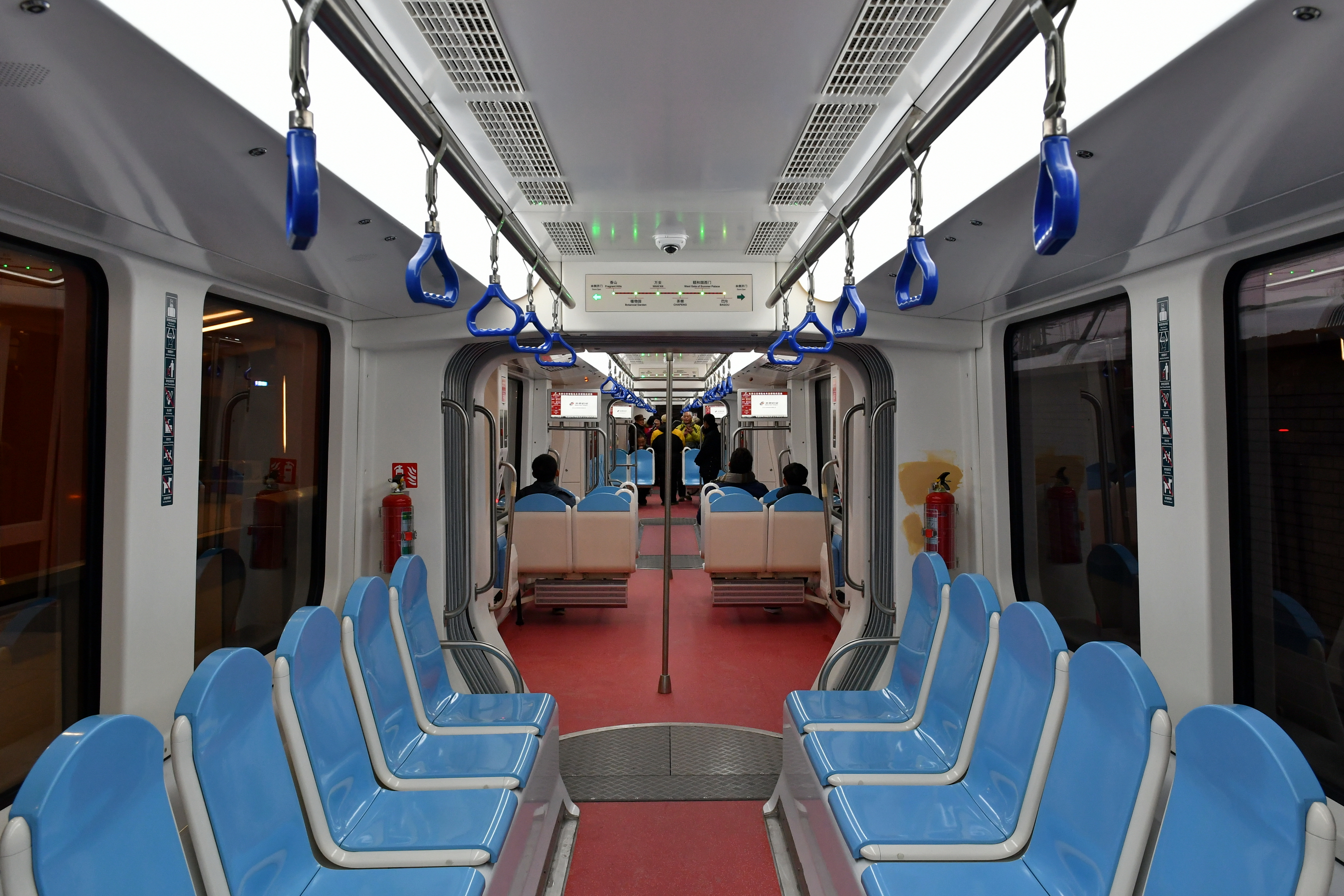
西郊线列车内部
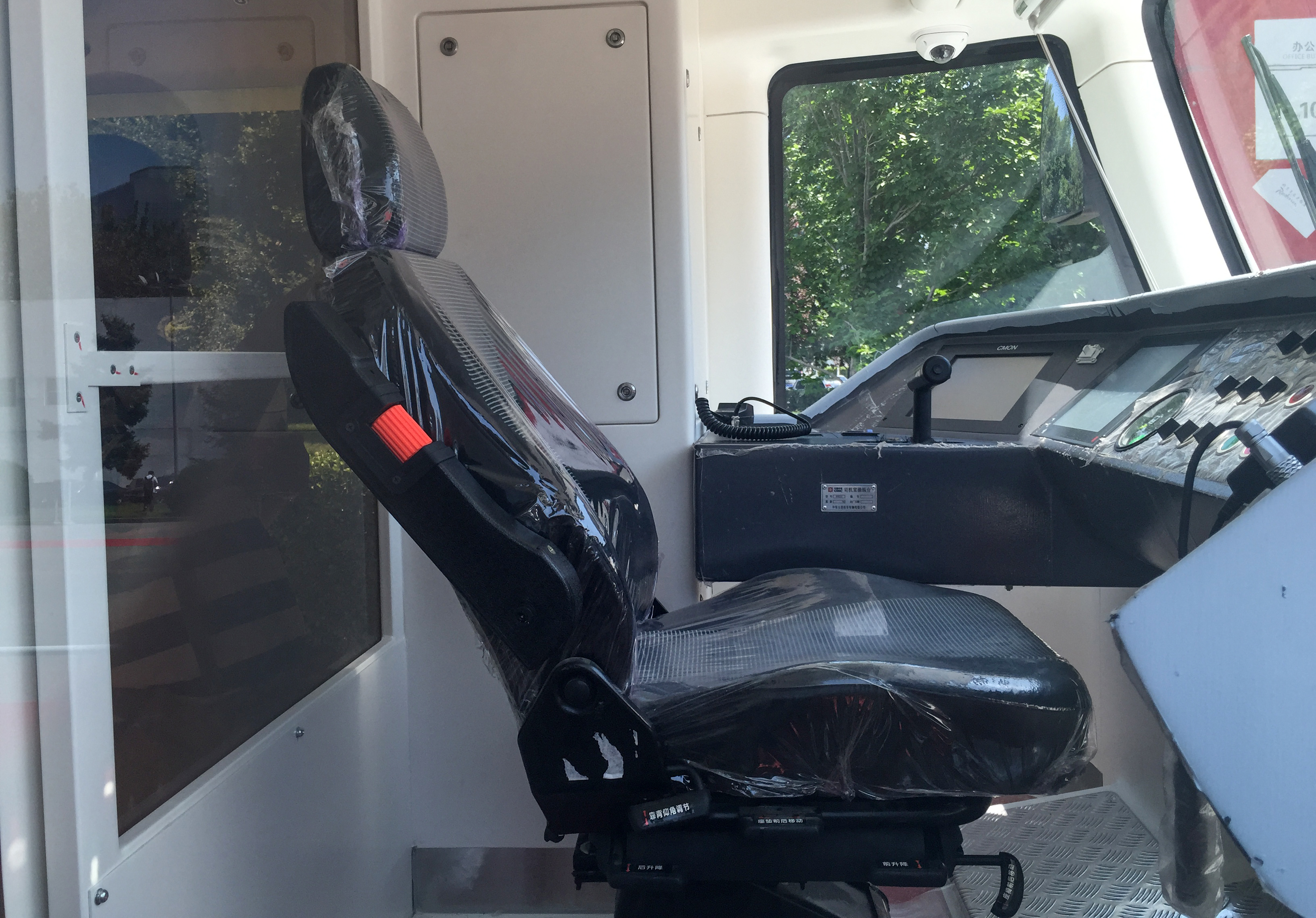
西郊线列车驾驶室
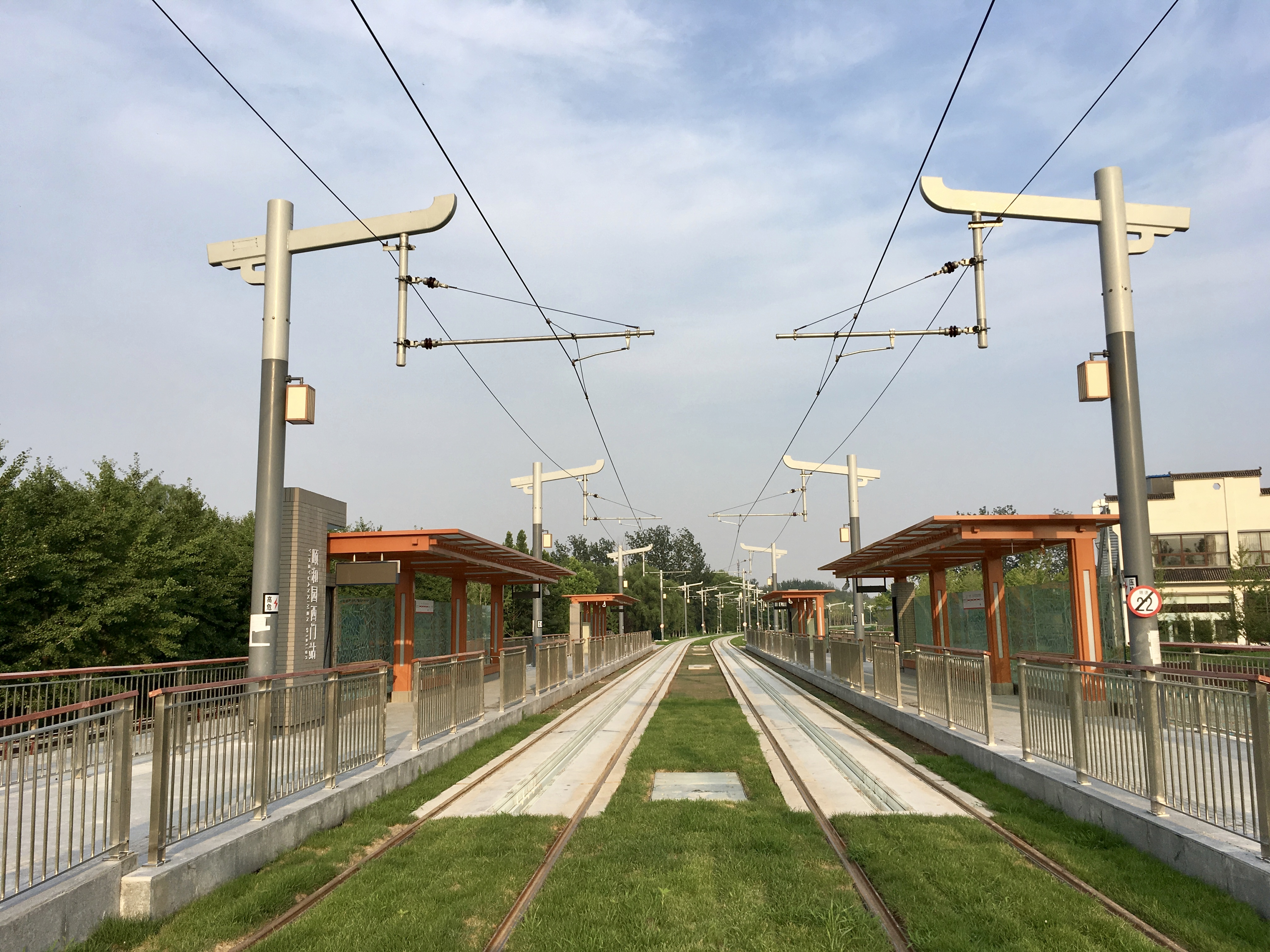
颐和园西门站
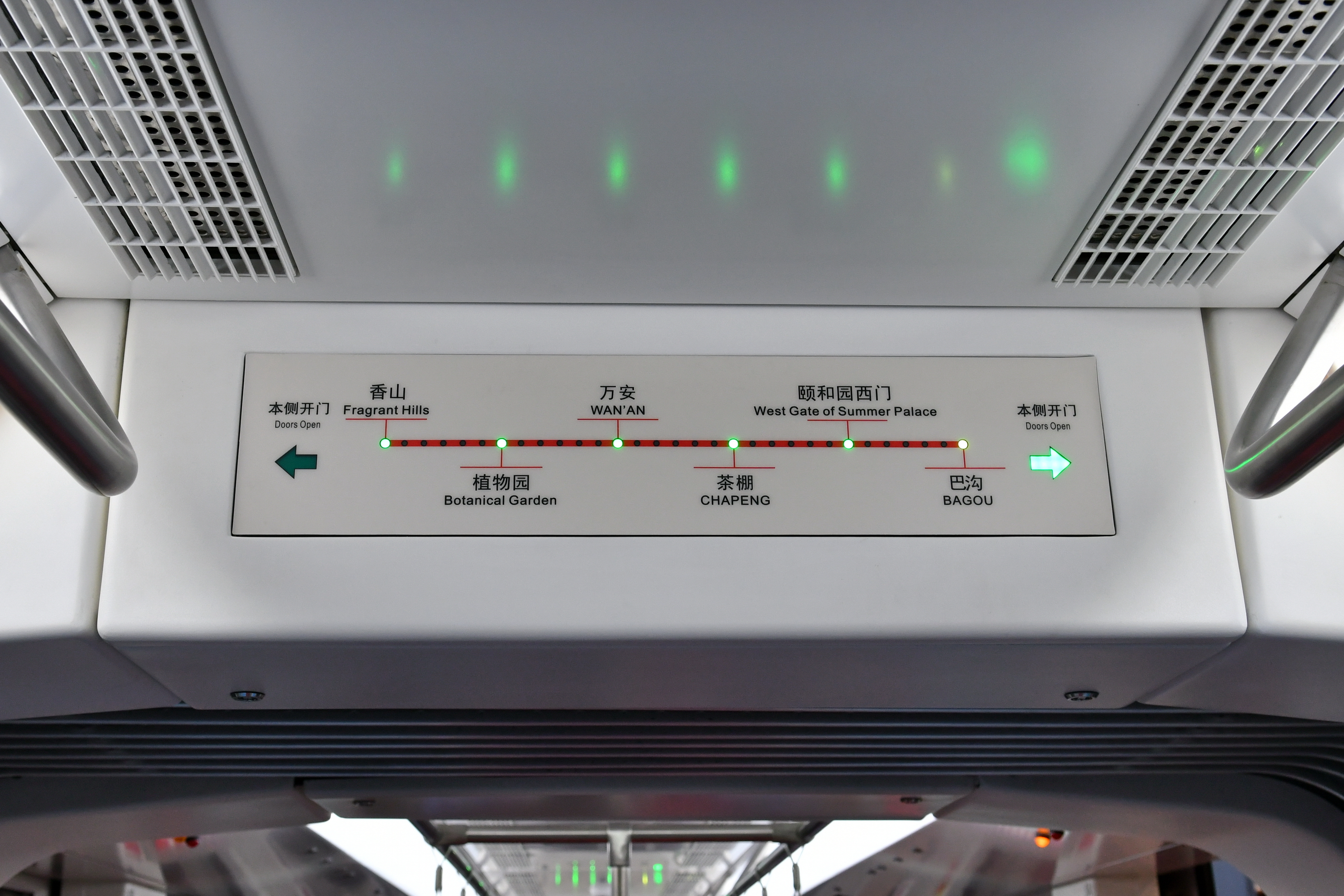
列车内线路图

#### 亦庄新城现代有轨电车
亦庄新城现代有轨电车是位于北京亦庄经济技术开发区的有轨电车系统，规划线路全长78.5km。其中T1线全长约13.25公里，起自大兴区青云店镇老观里村，终至通州区定海园，于2018年下半年开工，于2020年12月31日正式运营（老观里站暂缓开通），该线亦被画入北京地铁官方线路图；T2线连接站前、马驹桥、瀛海；T3线连接路东、核心、马驹桥、六环南产业区；T4线连接路东区与马驹桥物流园区。

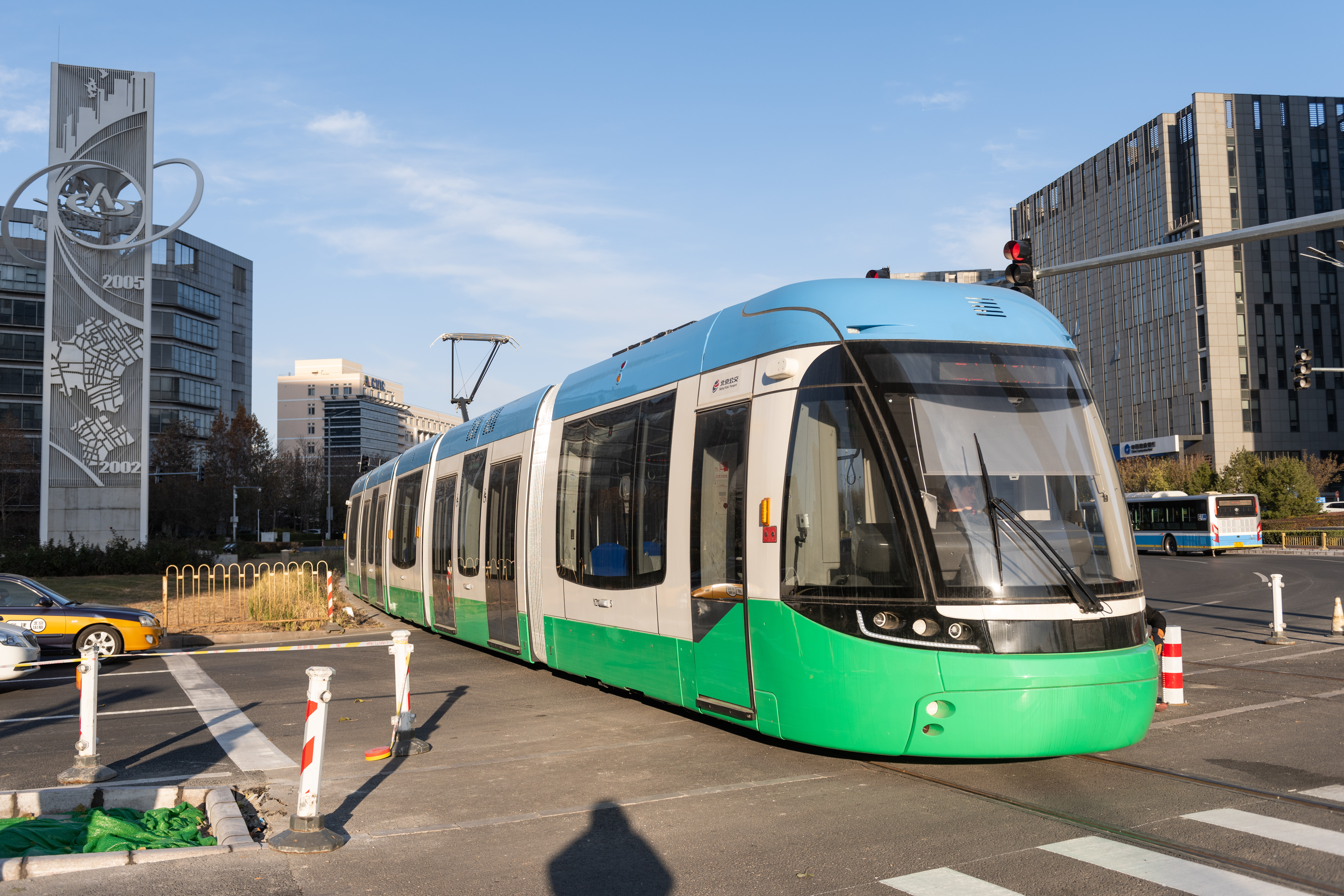
亦庄新城T1线有轨电车
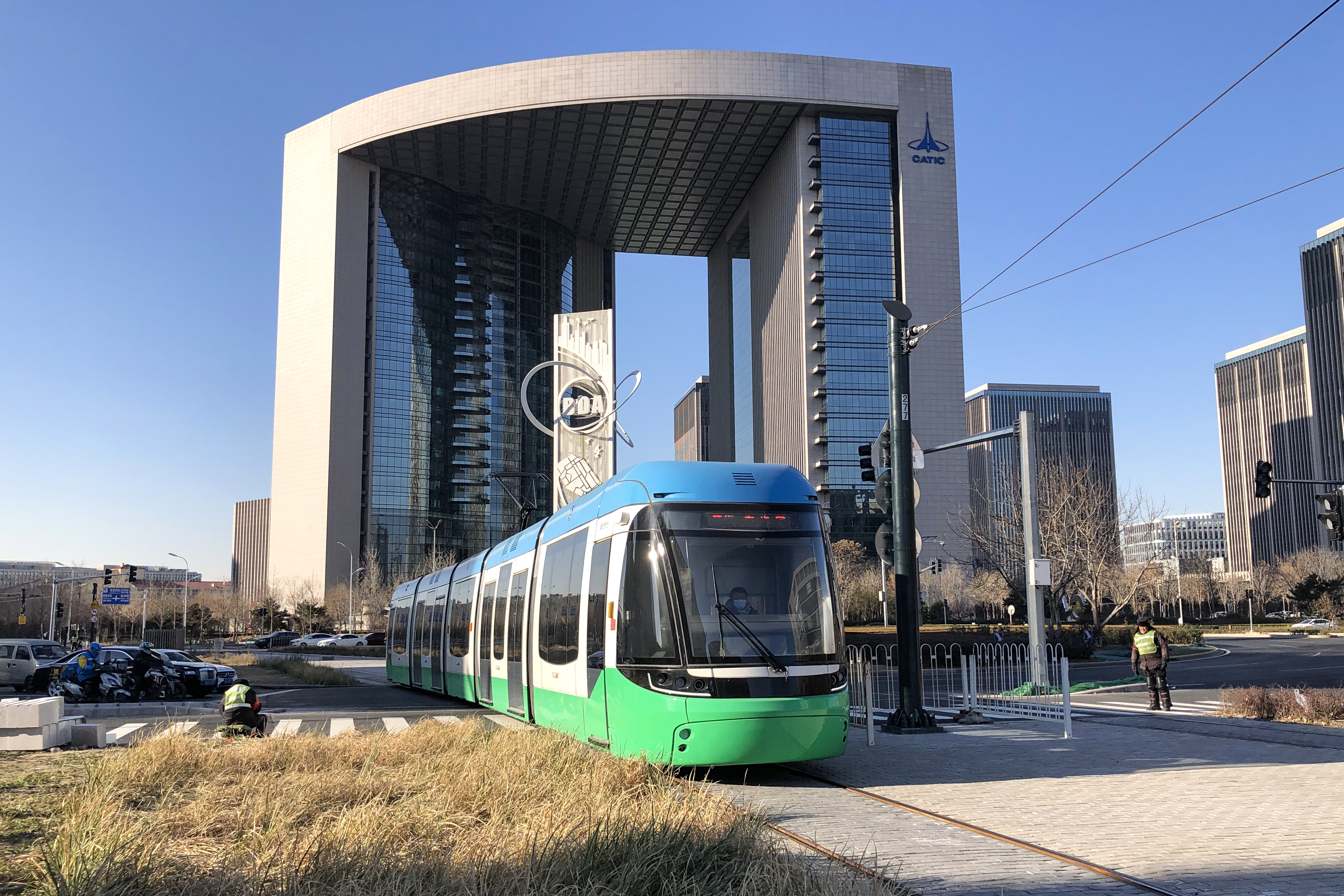
在荣华路南环岛试车的亦庄T1线列车
京车公司100%现代低地板有轨电车样车
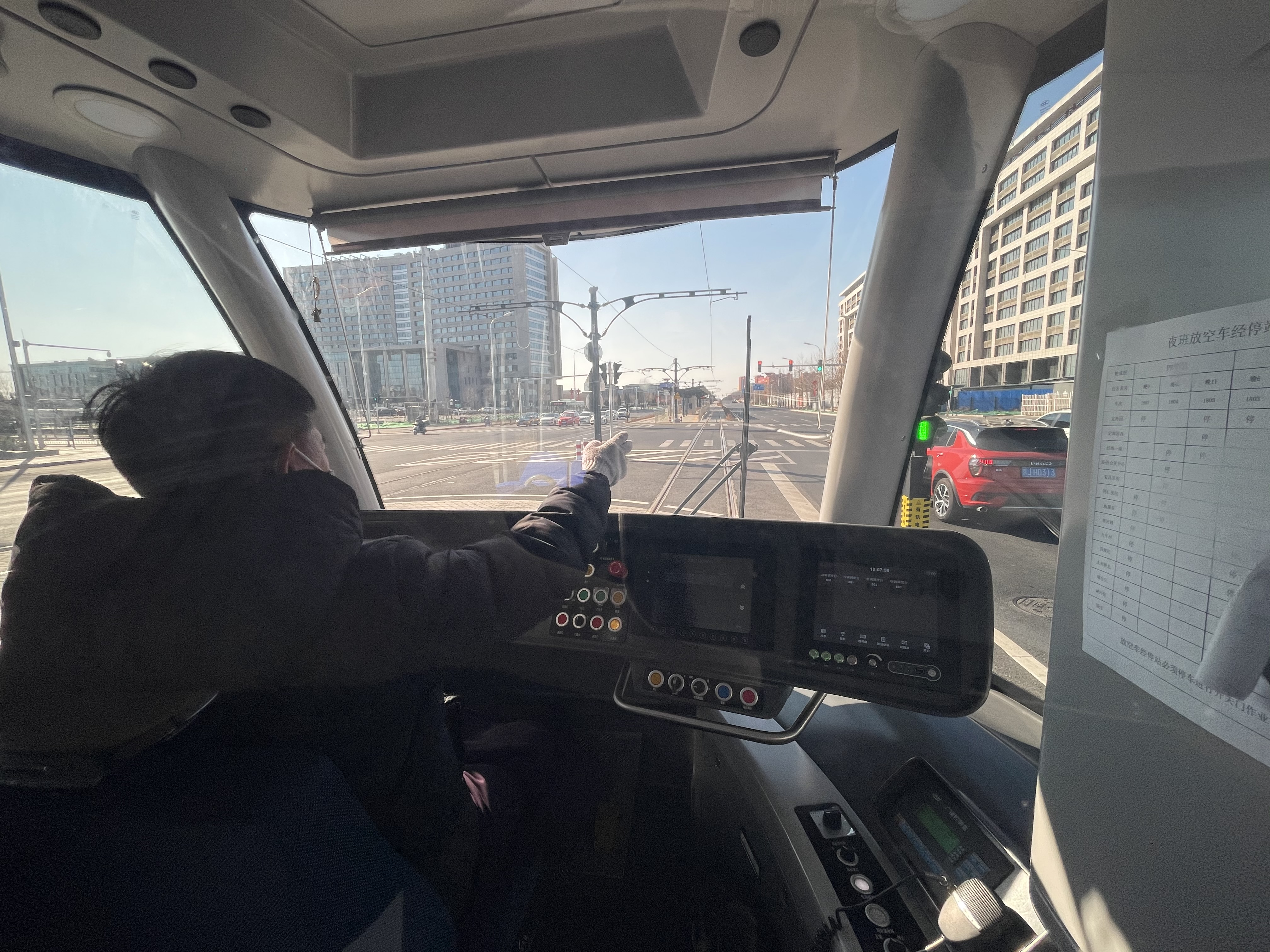
T1线有轨电车驾驶室
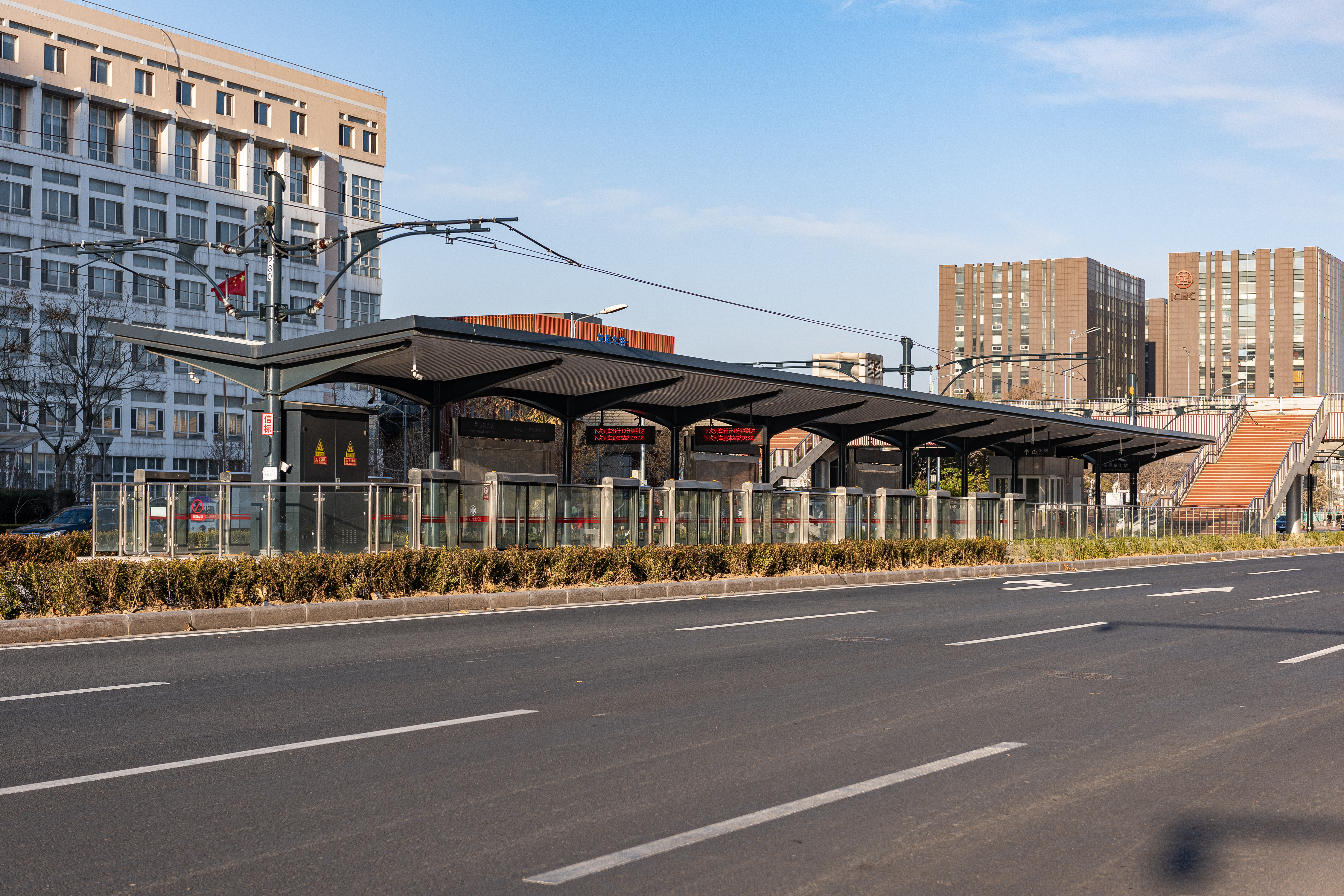
荣昌东街站
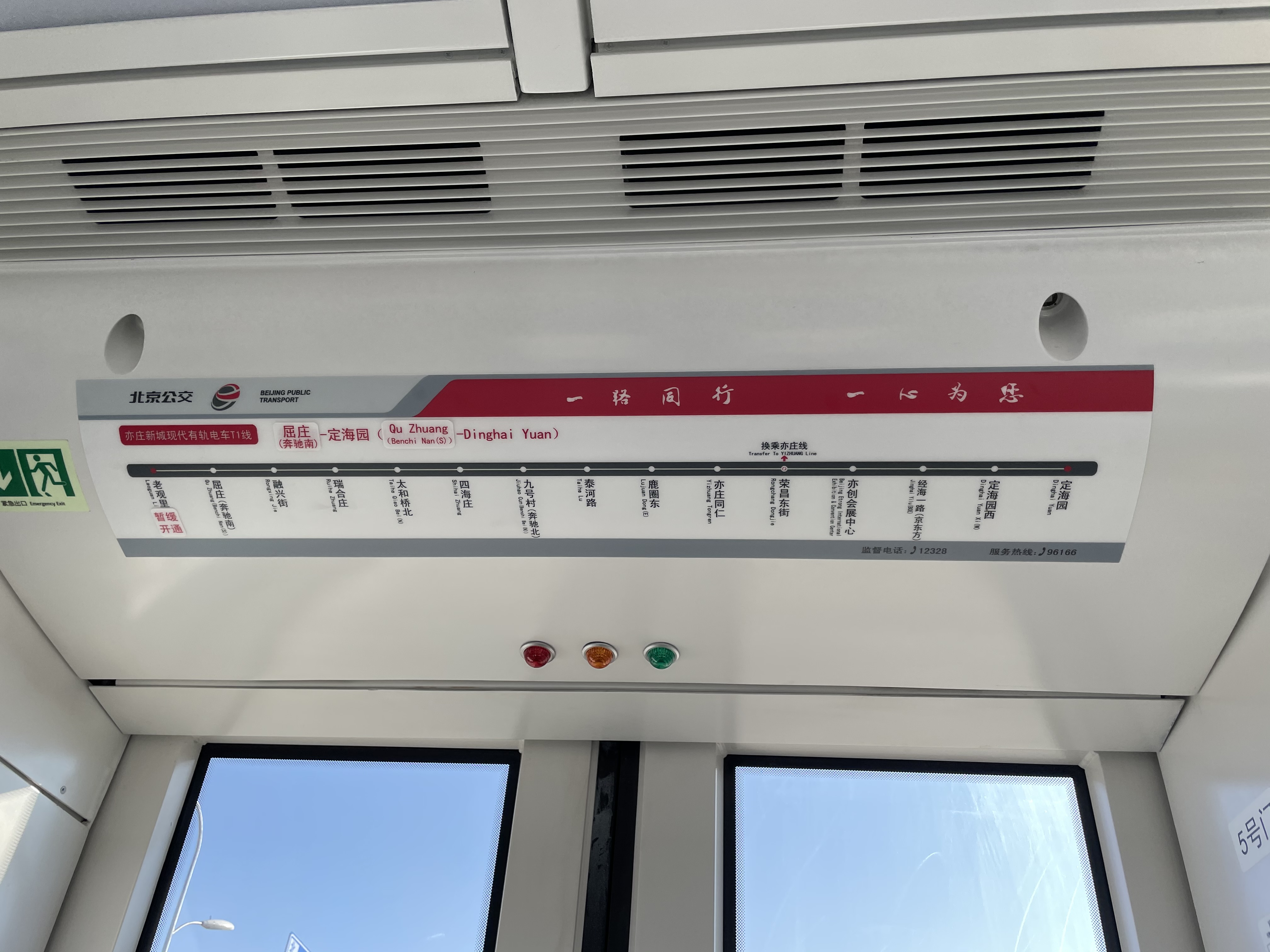
列车内线路图

## 车辆
| 车型                     | 车号                                                                                   | 形式               | 制造厂商         | 改造自/衍生自                  | 牵引系统                                 | 运用单位                               | 照片 |
| ------------------------ | -------------------------------------------------------------------------------------- | ------------------ | ---------------- | ------------------------------ | ---------------------------------------- | -------------------------------------- | ---- |
|                          | 1-4                                                                                    | 四轮机车           | 西门子           |                                | Siemens & Halske B type                  | Imperial Chinese Electric Tramway      |      |
|                          | 5-8                                                                                    | 拖车               | 西门子           |                                | -                                        | Imperial Chinese Electric Tramway      |      |
| 100型                    | 1, 3, 6, 10, 11, 13, 14, 16-20, 23-26, 28, 29, 31, 33-38, 40-44, 46, 48, 49, 52, 54-60 | 四轮机车           | 裕信营造厂       | -                              | DK                                       | 北京电车公司                           |      |
| 100型                    | 61-66                                                                                  | 四轮机车           | 北京电车制配厂   | -                              | DK                                       | 北京电车公司                           |      |
| 100型                    | 67-85                                                                                  | 四轮机车           | 北京电车制配厂   | 100型有轨电车                  | 自造                                     | 北京电车公司                           |      |
| 100型                    | 86, 87 (101, 102)                                                                      | 四轮机车           | 北京电车制配厂   | -                              | DK                                       | 北京电车公司                           |      |
| 55式                     | 2, 4, 5, 7-9, 12, 15, 21, 22, 27, 30, 32, 39, 45, 47, 50, 51, 53, 55, 56               | 四轮机车           | 北京电车制配厂   | 100型有轨电车                  | 自造                                     | 北京电车公司                           |      |
| 200型                    | 201-230                                                                                | 拖车               | 裕信营造厂       | -                              | -                                        | 北京电车公司                           |      |
| 230型                    | 231-236                                                                                | 拖车               | 北京电车制配厂   | -                              | -                                        | 北京电车公司                           |      |
| 300型                    | 301-310                                                                                | 机车（后改为拖车） |                  | 名古屋市電旧电车               |                                          | 名古屋市電/北京电车公司                |      |
| 350型                    | 351-356                                                                                | 拖车               | 上海达大工厂     | 上海南市旧电车                 | -                                        | 上海华商电车公司/北京电车公司          |      |
| 53式                     | 357-399                                                                                | 拖车               | 北京电车制配厂   | -                              | -                                        | 北京电车公司                           |      |
|                          | 401                                                                                    | 八轮机车           | 北京电车制配厂   |                                | 三菱电机                                 | 北京电车公司                           |      |
| 500型                    | 501-505                                                                                | 八轮机车           | 日本车辆制造     | 京王电铁武藏中央电铁1型        | 日本车辆制造                             | 武藏中央电气铁道/京王电铁/北京电车公司 |      |
| 500型                    | 506                                                                                    | 八轮机车           | 日本雨宫会社     | 小岛工业所旧电车               | 日本电气                                 | 小岛工业所/北京电车公司                |      |
| 52式                     | 507-569                                                                                | 八轮机车           | 北京电车制配厂   | 500型有轨电车                  | 自造                                     | 北京电车公司/长春市电车公司            |      |
| 700型                    | 701-705                                                                                | 四轮机车           | 上海达大工厂     | 上海南市旧电车                 | 通用电气                                 | 上海华商电车公司/北京电车公司          |      |
| 700型                    | 706-713                                                                                | 四轮机车           | 上海达大工厂     | 上海南市旧电车                 | 西门子                                   | 上海华商电车公司/北京电车公司          |      |
| 800型                    | 801-804                                                                                | 八轮机车           | 上海达大工厂     | 上海南市旧电车                 | 通用电气                                 | 上海华商电车公司/北京电车公司          |      |
| 创造                     | -                                                                                      | 八轮机车           | 北京电车制配厂   |                                |                                          | 北京电车公司                           |      |
| 洒水车                   | -                                                                                      | 四轮机车           | 法国电器制作所   | -                              |                                          | 北京电车公司                           |      |
| 北京前门超级电容有轨电车 | 京AD9800, 京AD9801                                                                     | 八轮机车           | 北京地铁车辆厂   | 52式有轨电车                   | 株洲南车时代电气                         | 天街公司                               |      |
| XYGYG120QM型             | 京AD9800                                                                               | 八轮机车           | 沈阳新阳光机电   | 北京前门超级电容有轨电车       |                                          | 天街公司                               |      |
| 北京西郊线有轨电车       | XJ001-XJ031                                                                            | 铰接式低地板电车   | 中车大连机车车辆 | Sirio Pechino 型               | 安萨尔多百瑞达 022493FD02                | 北京公交有轨电车有限公司               |      |
| BQK02型                  | YZ101-YZ119                                                                            | 铰接式低地板电车   | 北京地铁车辆厂   | 京车公司100%低地板有轨电车样车 | 江苏经纬轨道交通设备 WIND-TCT-1A0250FR01 | 北京公交有轨电车有限公司               |      |

## 未来发展

### 顺义区现代有轨电车
顺义区现代有轨电车是位于北京市顺义区的有轨电车系统。顺义中低运量系统线网由6条线路构成（包含两条支线），总长约100.7km。
T1线长约27.2km，从北往南依次经过牛栏山（牛栏山第一中学）、马坡、老城区、国门商务区、首都机场3号航站楼。T1支线长1.3km，连接牛栏山火车站与T1线主线。
T2线长约25.3km，从北往南依次经过顺义西站、友谊医院、后沙峪组团、新国展北门、空港开发区、国门商务区A、B 组团，到达首都机场3号航站楼。T2线支线共2条，其中连接花梨坎与首都机场1号、2号航站楼的线路长3.5km；连接新国展与3号航站楼方向的线路长0.8km。T2线曾在2017年7月举办名义上的开工仪式，但并未正式动工。T2线全长19.84公里，设22座车站，并与首都机场3号航站楼连接，是北京地铁公司首次取得的PPP项目。目前顺义区现代有轨电车T2线项目已暂缓实施，目前市、区有关部门正在组织对项目可行性进一步论证。具体开工、竣工日期暂不确定。
T3线长23.3km，从西向东，连接北部联络线、后沙峪组团、南法信组团、仁和组团、南彩组团。
T4线长19.3km，依次连接南法信、顺义中心城区、仁和组团、李遂镇。

### 丰台河西有轨电车
河西有轨电车是北京市丰台区规划的两条有轨电车线路，T1线从园博园至稻田站，并在稻田站与北京地铁房山线换乘；T2线从T1线引出，直达青龙湖附近。因涉及周边地块和路网配套等问题，开通时间暂未确定。